# Història del budisme a l'Índia

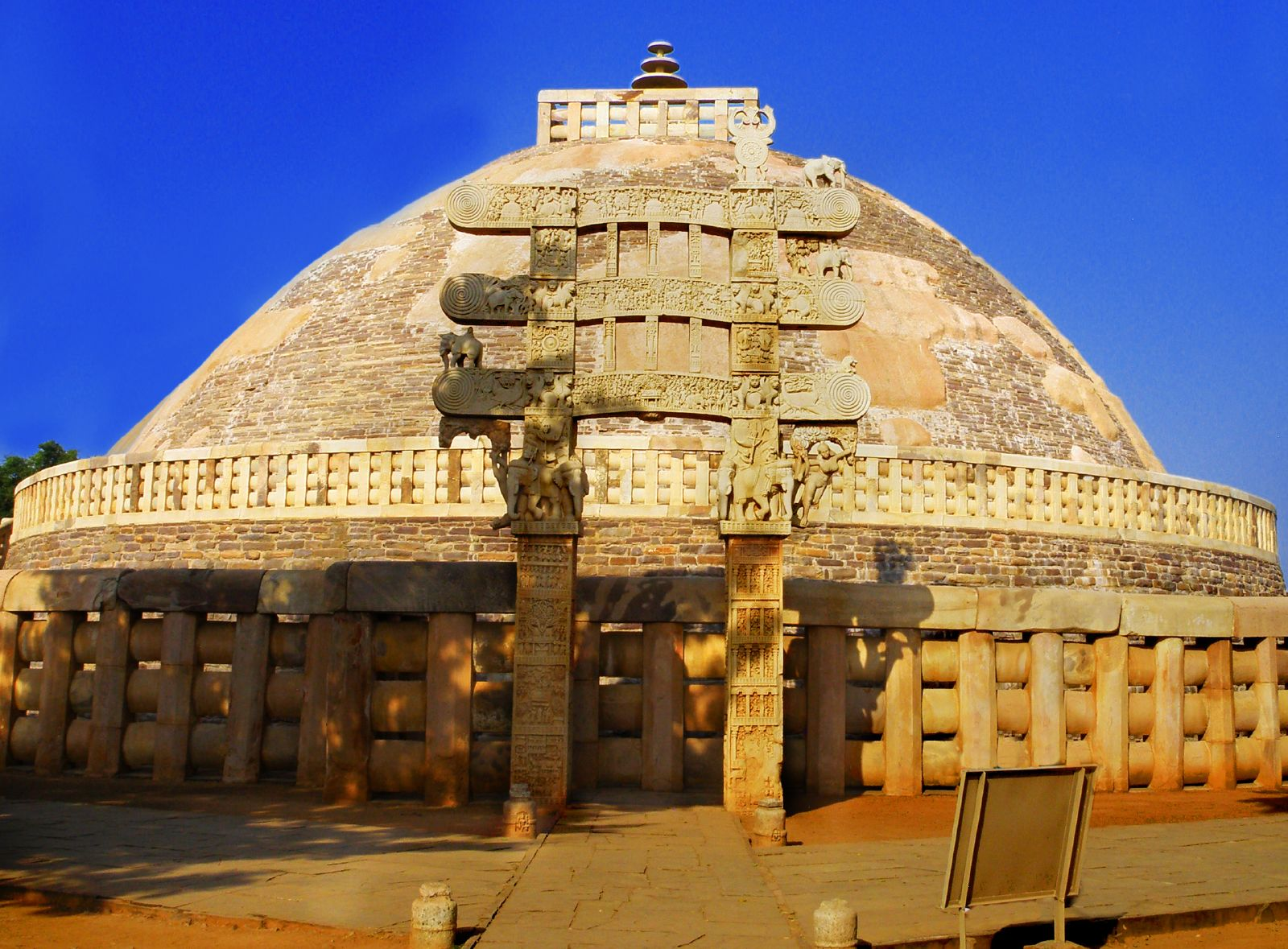
La Gran Stupa de Sanchi, situada a Sanchi, Madhya Pradesh, és un santuari budista a l'Índia.

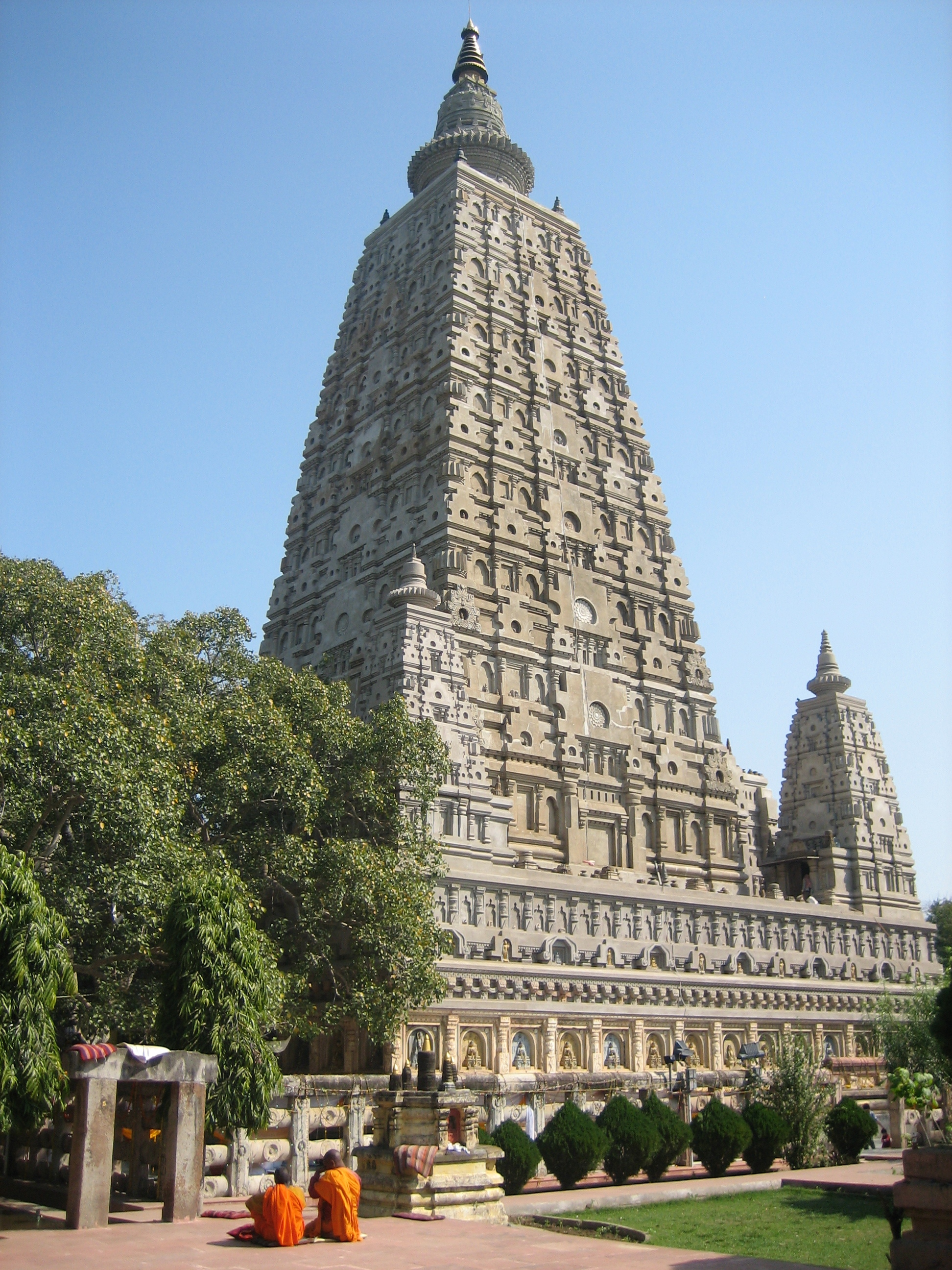
El temple Mahabodhi, Patrimoni de la Humanitat per la UNESCO, és un dels quatre llocs sagrats relacionats amb la vida de Buda, i particularment amb l'assoliment de la Il·luminació El primer temple va ser construït per l'emperador indi Ashoka al, i el temple actual data del segle V o VI dC. És un dels primers temples budistes construïts íntegrament en maó, encara en peu a l'Índia, de finals del període Gupta.

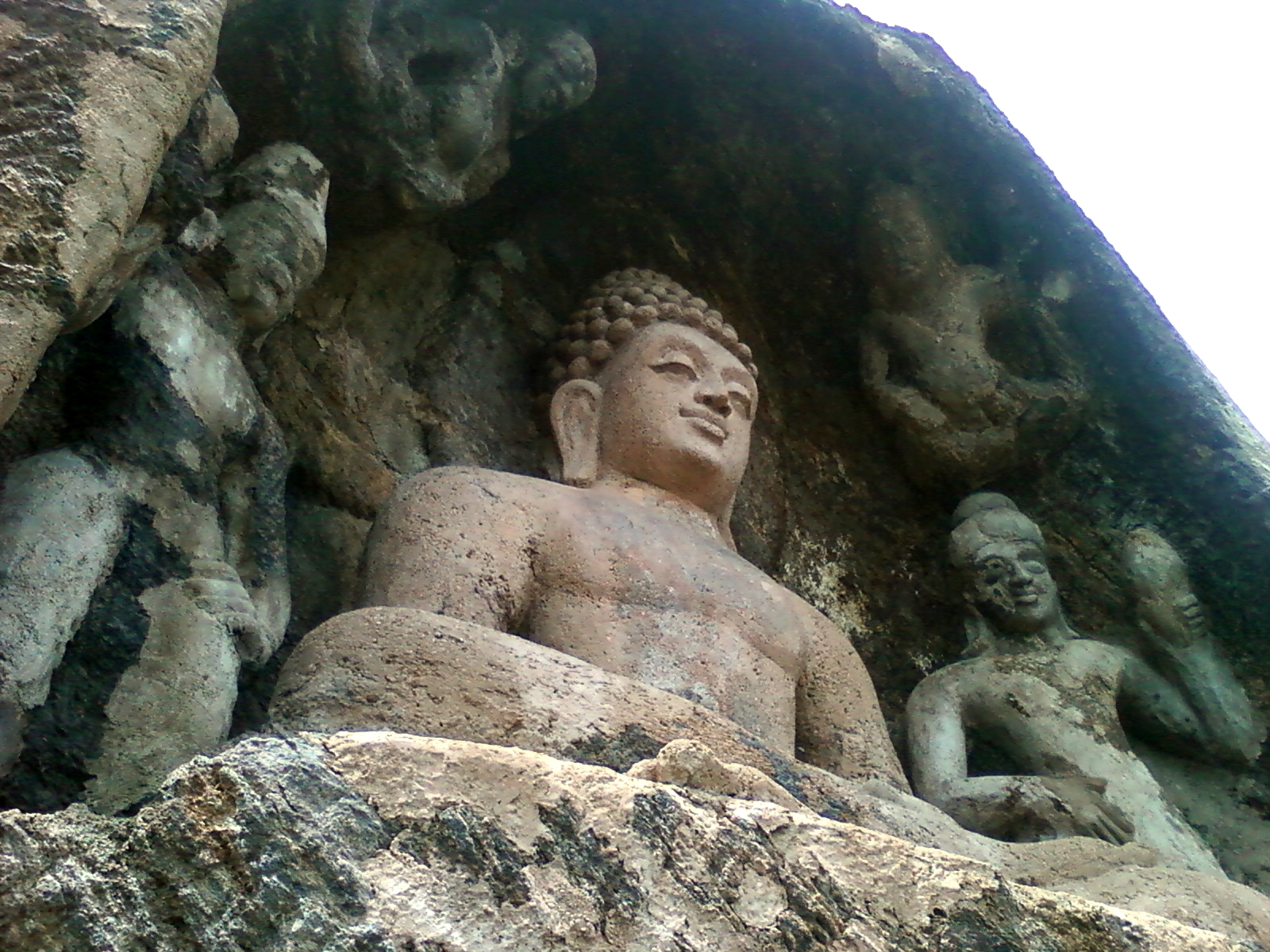
Estàtua de Buda tallada a la roca a Bojjanakonda a prop d'Anakapalle de Visakhapatnam, Andhra Pradesh.

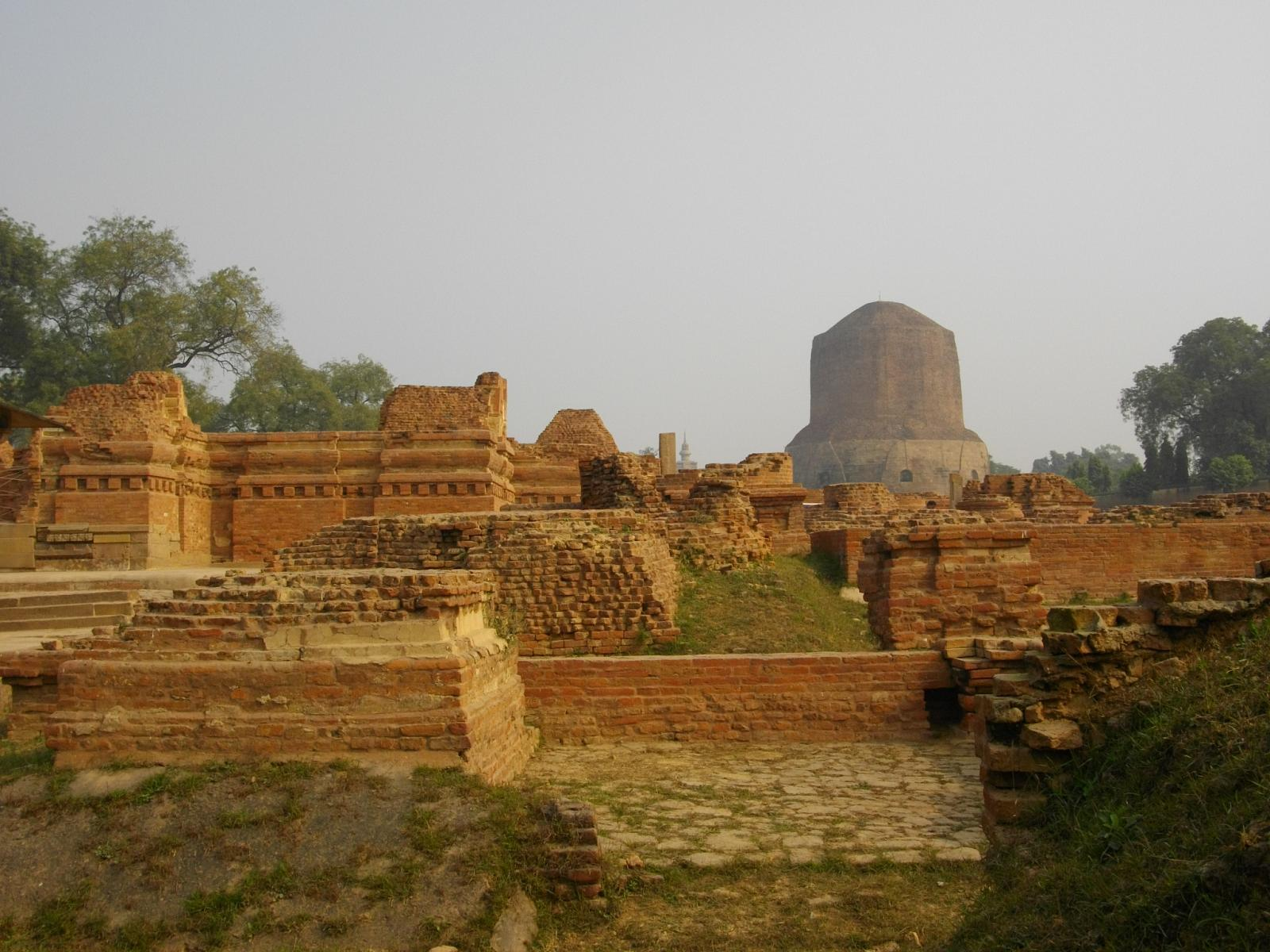
Antics monestirs budistes a prop del lloc monumental de Stupa Dhamekh a Sarnath.

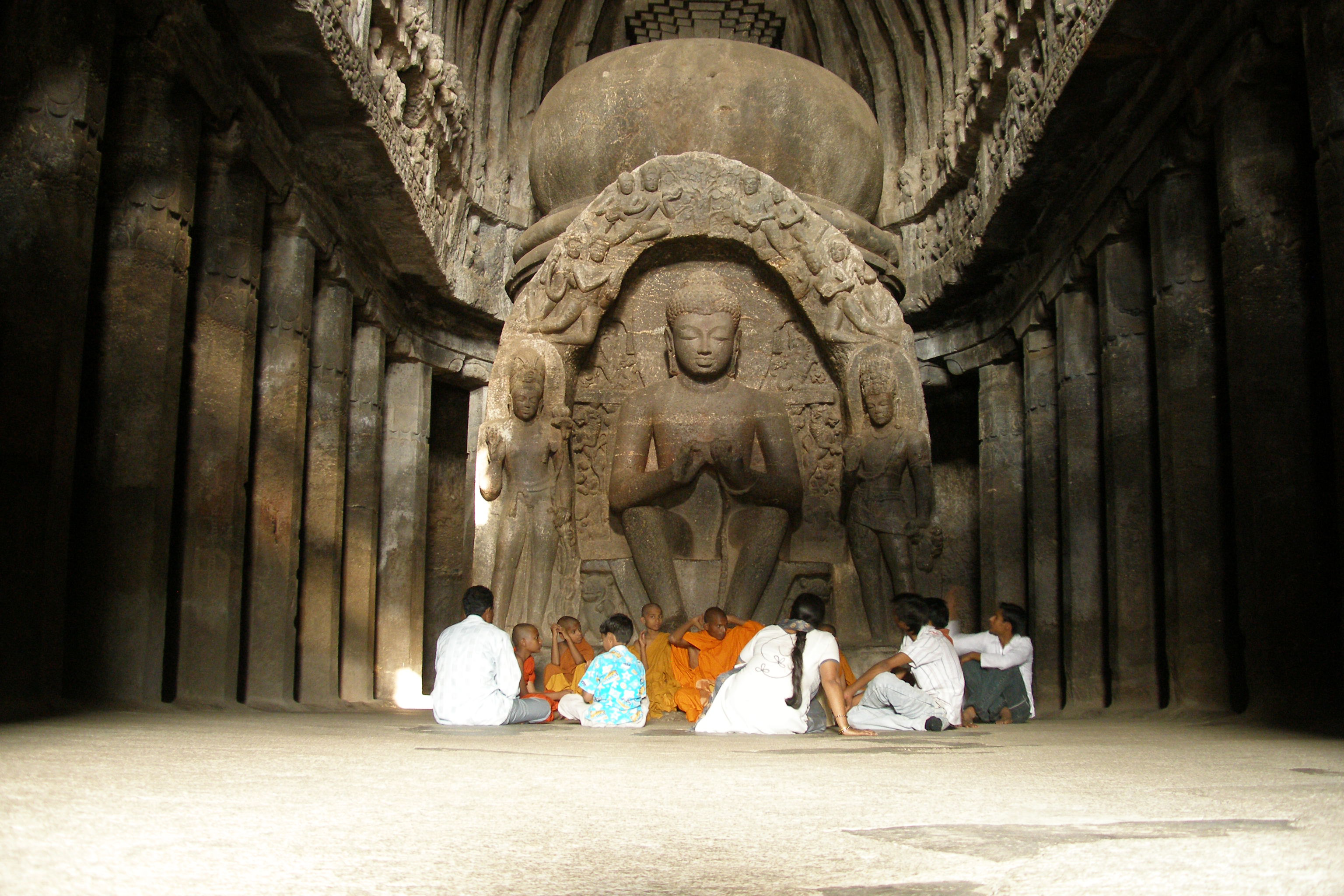
Fidels fent puja a una de les coves budistes d'Ellora.

La història del budisme a l'India sorgeix al voltant de l'antic Regne de Magadha (ara a Bihar, Índia), i es basa en els ensenyaments del Buda Gautama que va ser considerat com a " Budeïtat " ("El despertat". "). Tot i que la doctrina budista sosté que hi havia altres Budes abans que ell, el budisme es va estendre més enllà de Magadha durant la vida de Buda.
Amb el regnat de l'emperador Aixoka, durant l'Imperi Màuria, la comunitat budista es va dividir en dues branques: la Mahāsāṃghika i la Sthaviravāda, cadascuna de les quals es va estendre per l'Índia i alhora es va separar en nombroses subsectes. En els temps moderns, existeixen dues branques principals del budisme: el Theravāda a Sri Lanka i el sud-est asiàtic, i el Mahāyāna a tot l'Himàlaia i l'Àsia oriental. La tradició budista de Vajrayana a vegades es classifica com a part del budisme Mahāyāna, però alguns estudiosos consideren que és una branca completament diferent.
La pràctica del budisme com a religió diferenciada i organitzada va perdre influència després del regnat de Gupta (vers el segle vii), i l'últim estat que el va donar suport, l'Imperi Pala, va caure al segle XII. Va ser desafiat per l'augment de la popularitat de l'hinduisme i l'augment de la influència sociopolítica dels brahmans. A finals del segle XII, havia desaparegut en gran part amb l'excepció de la regió de l'Himàlaia i les restes aïllades a parts del sud de l'Índia. No obstant això, des del segle xix, els renaixements moderns del budisme a l'Índia comprenen la Societat Maha Bodhi, el moviment budista Dalit i el moviment Vipassana. També hi ha hagut un creixement del budisme tibetà amb l'arribada de la diàspora tibetana després de l'annexió xinesa del Tibet el 1950/1951. Segons el cens de 2011, a l'Índia hi ha 8,4 milions de budistes (el 0,70% de la població total)

## Rerafons

### Gautama Buda
Buda va néixer a la ciutat de Kapilvastu dins el grup ètnic Shakya anomenat Suddhodana. Va emprar les pràctiques sramanes d'una manera específica, denunciant l'ascetisme extrem i la concentració- meditació única, que eren pràctiques sramanes. En canvi, va propagar un camí mitjà entre els extrems de l'autocomplaença i l'automortificació, on l'autocontrol i la compassió són elements centrals.
Segons la tradició, tal com es registra al Cànon Pali i als Agamas, Siddhārtha Gautama va aconseguir el despertar assegut sota una figuera de les pagodes, ara coneguda com l'arbre Bodhi a Bodh Gaya, Índia. Gautama es va referir a si mateix com el tathagata, el "així desaparegut". Més tard, la tradició el va considerar com un Samyaksambuddha, un "Perfectament Auto-Despertat" o "Budeïtat". Segons es creu, va trobar patrocini en el governant de Magadha, i l'emperador Bimbisāra. L'emperador va acceptar el budisme com a fe personal i va permetre l'establiment de molts " Vihāras " budistes. Això finalment va portar al canvi de nom de tota la regió com a Bihar.
Segons la tradició, al parc dels cérvols de Sarnath, prop de Vārāṇasī al nord de l'Índia, Buda va posar en marxa la roda del Dharma pronunciant el seu primer sermó al grup de cinc companys amb qui abans havia buscat l'alliberament espiritual. Ells, juntament amb el Buda, van formar el primer Saṅgha, la companyia de monjos budistes, i per tant, es va completar la primera formació de la Triple Gema (Buda, Dharma i Sangha).
Durant els anys restants de la seva vida, Buda va viatjar a la plana del Ganges del nord de l'Índia i altres regions. Va morir a Kushinagar, Uttar Pradesh.

### Fidels
Els seguidors del budisme, es reconeixien a ells mateixos com Saugata. Altres termes eren Sakyan s o Sakyabhiksu a l'antiga Índia. Sakyaputto va ser un altre terme utilitzat pels budistes, així com per Ariyasavako i Jinaputto. L'estudiós budista Donald S. Lopez afirma que també van utilitzar el terme Bauddha. L'investigador Richard Cohen, en la seva discussió sobre les coves d'Ajanta del segle v, afirma que Bauddha no hi consta, i que va ser utilitzat pels forasters per descriure els budistes, excepte per l'ús ocasional com a adjectiu.

## Inicis del Budisme

### Primers consells budistes
El Buda no va nomenar cap successor i va demanar als seus seguidors que treballessin cap a l'alliberament seguint les instruccions que havia deixat. Els ensenyaments de Buda existien només per tradició oral. El Sangha va celebrar diversos consells budistes per tal d'arribar a un consens sobre qüestions de doctrina i pràctica religiosa.

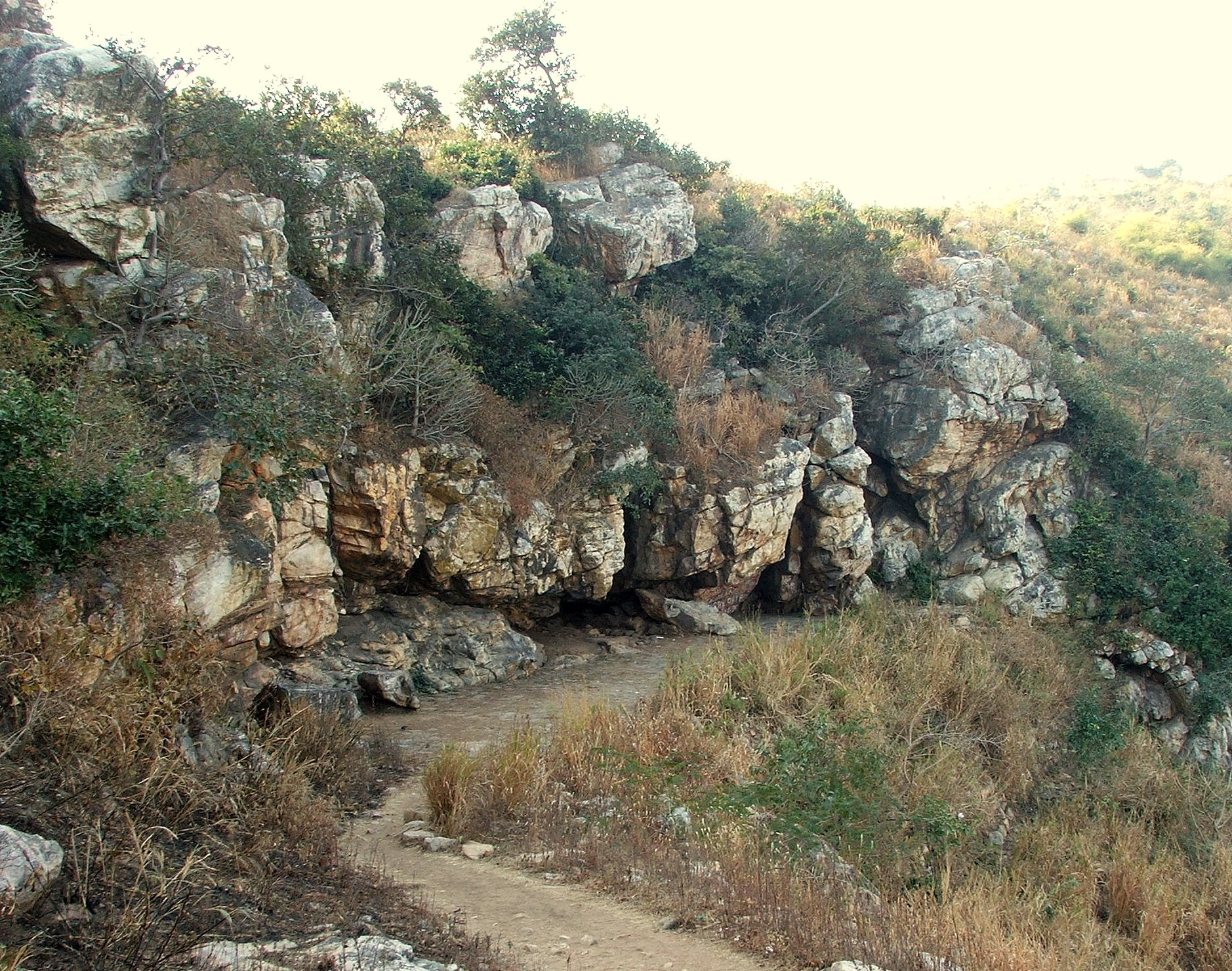
Les coves Sattapanni de Rajgir van servir com a ubicació del Primer Consell Budista..

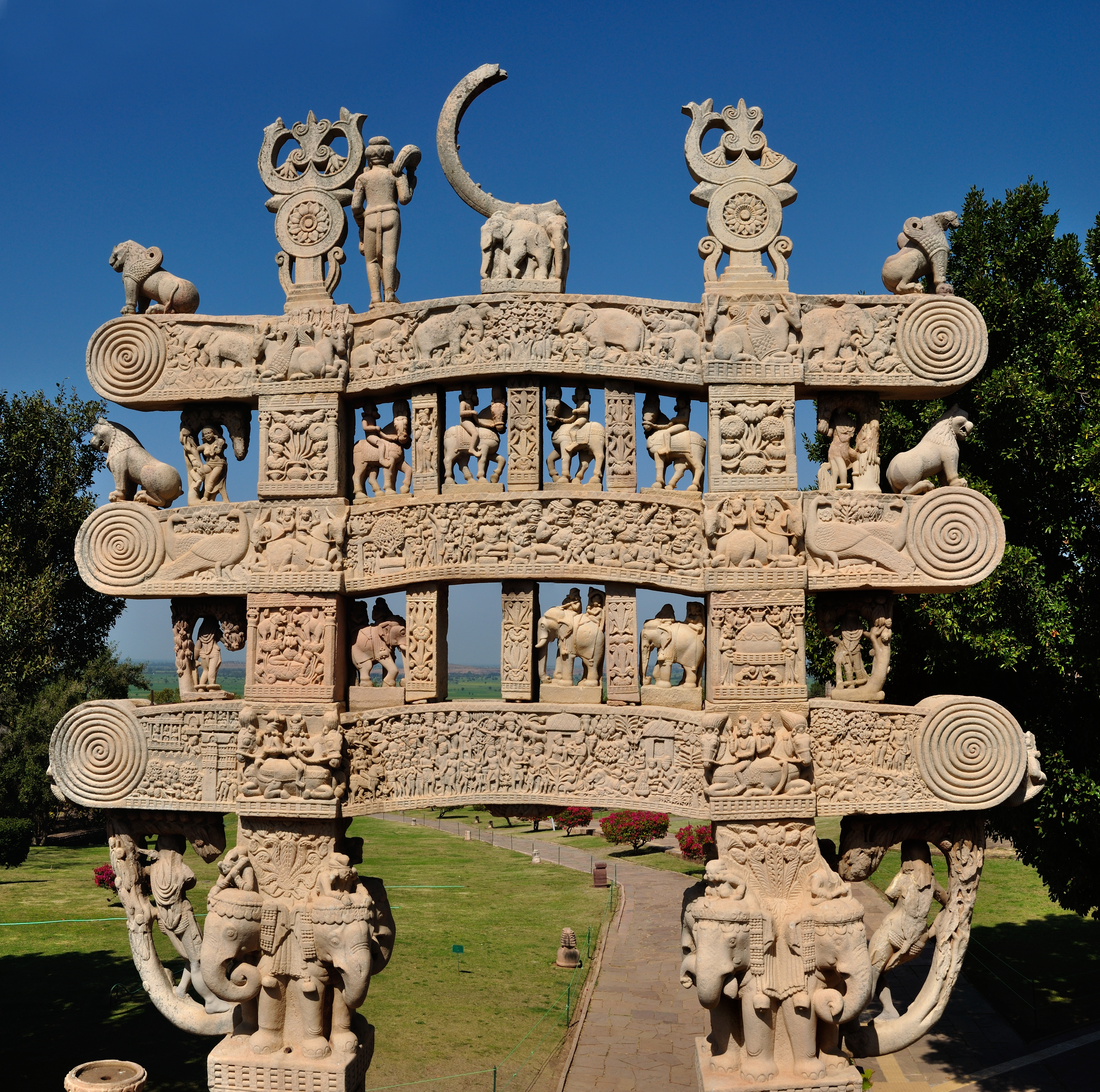
La porta d'entrada nord a la gran Stupa de Sanchi.

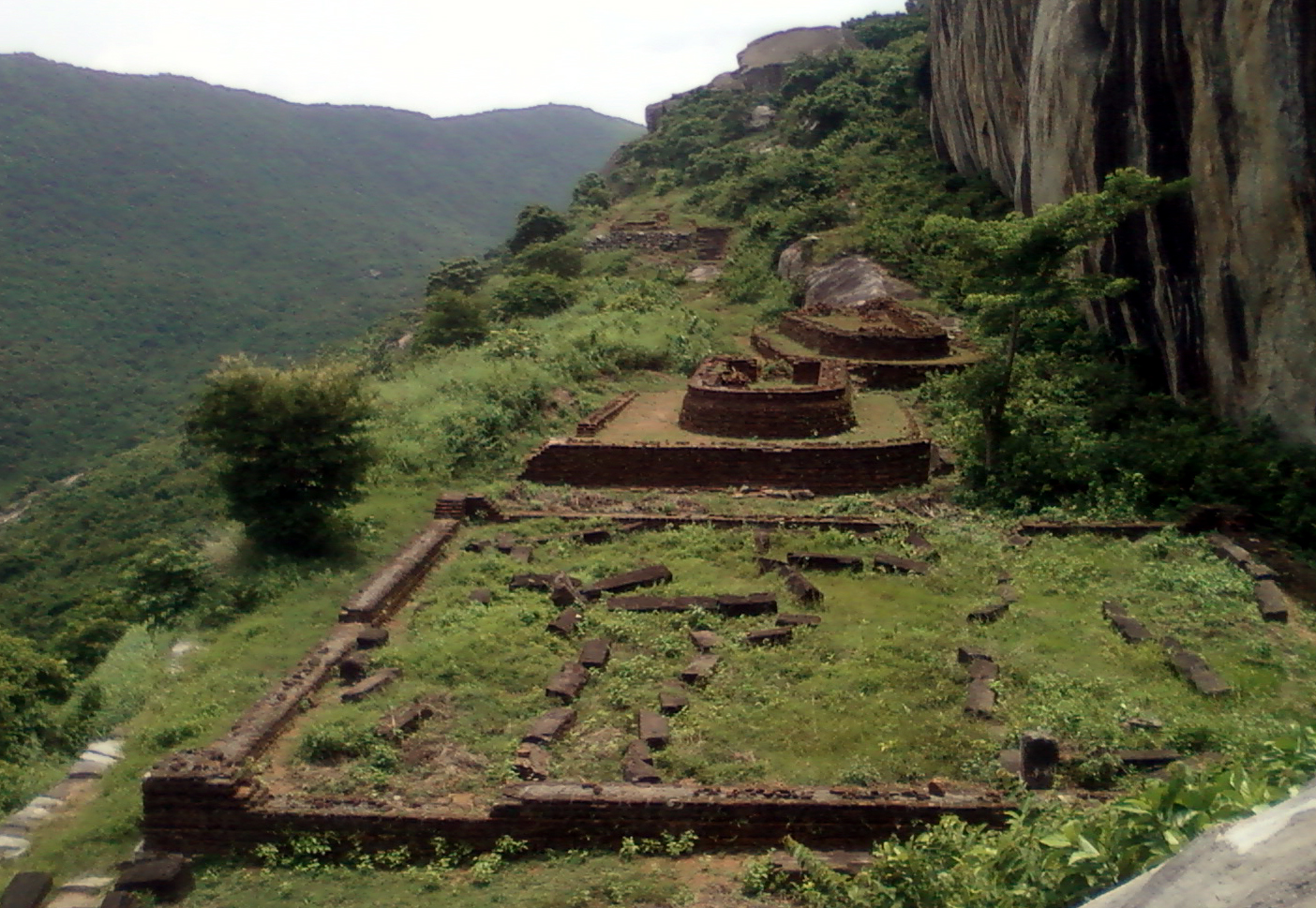
Restes del monestir budista de Gurubhaktulakonda a Ramatheertham

1. Mahākāśyapa, un deixeble de Buda, va presidir el primer consell budista celebrat a Rājagṛha. El seu propòsit era recitar i acordar els ensenyaments reals de Buda i la disciplina monàstica. Alguns estudiosos consideren que aquest consell és fictici.[27]
2. El Segon Concili budista va tenir lloc a Vaiśālī. El seu propòsit era fer front a pràctiques monàstiques qüestionables com l'ús dels diners, el consum de vi de palma i altres irregularitats. El consistori va declarar aquestes pràctiques il·legals.[28]
3. El que comunament s'anomena el Tercer Consell budista es va celebrar a Pāṭaliputra, i suposadament va ser convocat per l'emperador Aśoka al segle iii aC. Organitzat pel monjo Moggaliputta Tissa, es va celebrar amb la finalitat de desfer la sangha del gran nombre de monjos que s'havien unit a l'orde a causa del seu mecenatge reial. La majoria dels investigadors creuen ara que aquest consell era exclusivament Theravada, i que l'enviament de missioners a diversos països en aquesta època no hi tenia res a veure.[29]
4. L'anomenat quart consell budista es considera es va celebrar sota el patrocini de l'emperador Kaniṣka al Caixmir, encara que el difunt professor Lamotte ho considerava fictici.[30] En general es creu que va ser un consell de l'escola Sarvastivāda.[31]

### Primeres escoles budistes
Les primeres escoles budistes es reconeixen per ser aquelles en què evoluciona el budisme pre-sectari que es va dividir durant els primers segles després de la mort de Buda (al voltant del segle V aC). La divisió més antiga va ser entre la majoria Mahāsāṃghika i la minoria Sthaviravāda. Algunes tradicions budistes existents segueixen els vinayas de les primeres escoles budistes.
- Theravāda:[35] es practica principalment a Sri Lanka, Myanmar, Tailàndia, Cambodja, Laos i Bangladesh.
- Dharmaguptaka:[36] seguit a la Xina, Corea, Vietnam i Taiwan.
- Mūlasarvāstivāda:[37] seguit pel budisme tibetà.

Els Dharmaguptakas van fer més esforços que qualsevol altra secta per difondre el budisme fora de l'Índia, a zones com l'Afganistan, l'Àsia central i la Xina, i van tenir un gran èxit en la seva missió. Per tant, la majoria dels països que van adoptar el budisme de la Xina, també van adoptar el llinatge Dharmaguptaka vinaya i l'ordenació per als bhikṣus i bhikṣuṇīs.
Durant el primer període del budisme xinès, les sectes budistes índies importants i reconegudes, i els textos que es van estudiar, van ser els Dharmaguptakas, Mahīśāsakas, Kāśyapīyas, Sarvāstivādins i Mahāsāṃghikas. Les vinaies completes conservades al cànon budista xinès son el Mahīśāsaka Vinaya (T. 1421), Mahāsāṃghika Vinaya (T. 1425), Dharmaguptaka Vinaya (T. 1428), Sarvāstivāda Vinaya (T. 1435) i el Vinaya4Tālasvā4 .). També es conserven un conjunt d'Āgames (Sūtra Piṭaka), un Sarvāstivāda Abhidharma Piṭaka complet i molts altres textos de les primeres escoles budistes.
Les primeres escoles budistes a l'Índia sovint dividien els modes de pràctica budista en diversos "vehicles" (yāna). Per exemple, se sap que els Vaibhāṣika Sarvāstivādins van utilitzar la perspectiva de la pràctica budista com a consistència dels Tres Vehicles:
1. Śrāvakayāna
2. Pratyekabuddhayāna
3. Bodhisattvayana

### Mahāyāna

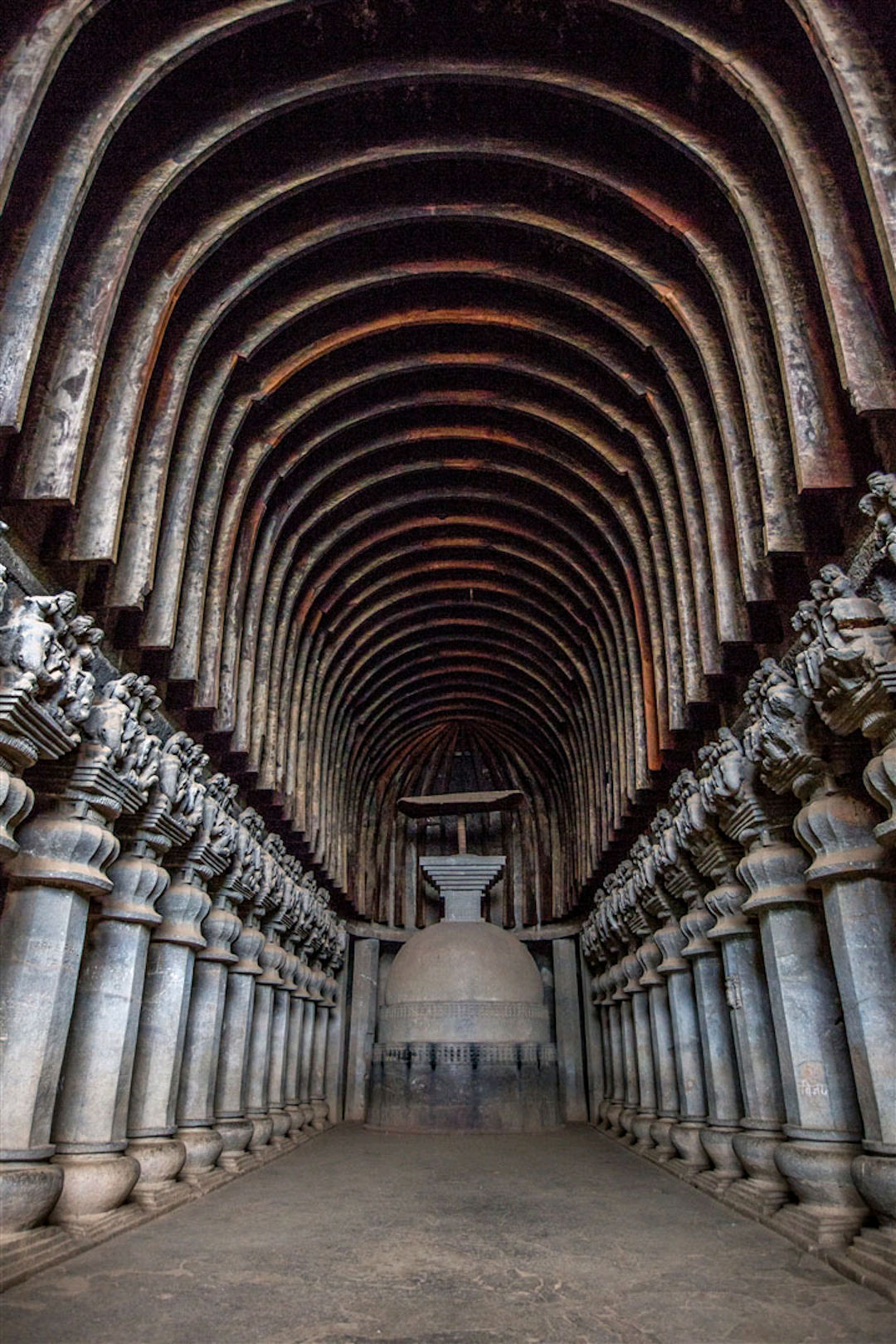
La Gran Chaitya a les coves de Karla, Maharashtra. L'estructura es remunta al segle II aC

Alguns investigadors han suggerit que els sutres Prajñāpāramitā, es troben entre els primers sutres Mahāyāna, i que es van desenvolupar entre els Mahāsāṃghika al llarg del riu Kṛṣṇa a la regió d'Āndhra al sud de l'Índia.
Els primers sutres Mahāyāna incorporen les primeres versions del gènere Prajñāpāramitā, juntament amb textos sobre el Buda Akṣobhya, que probablement es van escriure al segle I aC al sud de l'Índia. Guang Xing afirma: "Diversos estudiosos han suggerit que el Prajñāpāramitā probablement es va desenvolupar entre els Mahāsāṃghikas al sud de l'Índia, al país Āndhra, al riu Kṛṣṇa". AK Warder creu que "el Mahāyāna es va originar al sud de l'Índia i gairebé amb seguretat al país d'Āndhra".
Anthony Barber i Sree Padma assenyalen que "els historiadors del pensament budista són conscients des de fa molt de temps que pensadors budistes mahayana tan importants com Nāgārjuna, Dignaga, Candrakīrti, Āryadeva i Bhavaviveka, entre molts altres, van formular les seves teories mentre vivien a comunitats budistes. a Āndhra". També observen que els antics llocs budistes de la vall inferior de Kṛṣṇa, com Amaravati, Nāgārjunakoṇḍā i Jaggayyapeṭa "es poden remuntar almenys al segle iii aC, si no abans". Akira Hirakawa assenyala que "l'evidència suggereix que moltes escriptures de Mahayana primitives es van originar al sud de l'Índia".

### Vajrayana
Diverses classes de literatura Vajrayana es van desenvolupar com a resultat de les corts reials que patrocinaven tant el budisme com el xivaisme. El Mañjusrimulakalpa, que més tard es va classificar en Kriyatantra (budisme tibetà), afirma que els mantres ensenyats als tantres Shaiva, Garuda i Vaishnava seran efectius si els apliquen els budistes, ja que tots ells van ser ensenyats originalment per Manjushri. El Guhyasiddhi de Padmavajra, una obra associada a la tradició Guhyasamaja, prescriu actuar com a guru de Shaiva i iniciar els membres en les escriptures i mandales de Saiva Siddhanta. Els textos del tantra Cakrasamvara van adoptar els llocs de pelegrinatge hidnú de la llista de pitha, trobats dins el text de Shaiva Tantrasadbhava, en introduir un error de còpia on una deïtat es confonia amb un lloc.

## Enfortiment del budisme a l'Índia

### Primera difusió del budisme
Als segles VI i V aC, el desenvolupament econòmic va fer que la classe mercantil fos cada cop més important. Els comerciants se sentien atrets pels ensenyaments budistes, que contrastaven amb la pràctica religiosa brahmana existent. Aquesta última es va centrar en la posició social de la casta brahman amb l'exclusió dels interessos d'altres classes. El budisme es va fer prominent a les comunitats de comerciants i després es va estendre per tot l'imperi Mauryan a través de connexions i rutes comercials. D'aquesta manera, el budisme també es va estendre per la ruta de la seda cap a l'Àsia central.

### Aśoka i l'Imperi Mauryan

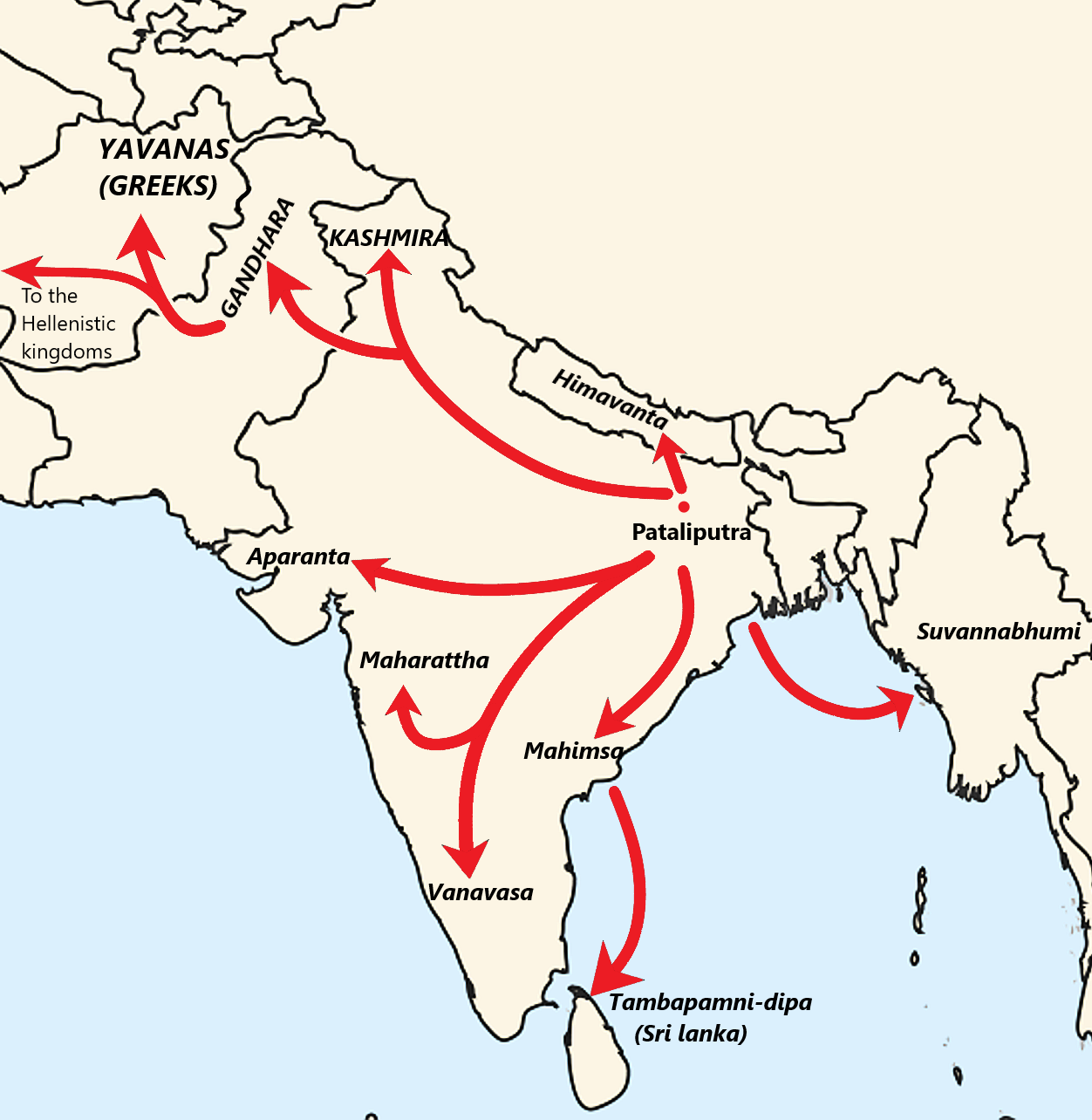
Mapa de les missions budistes a Àsia durant el regnat d'Ashoka

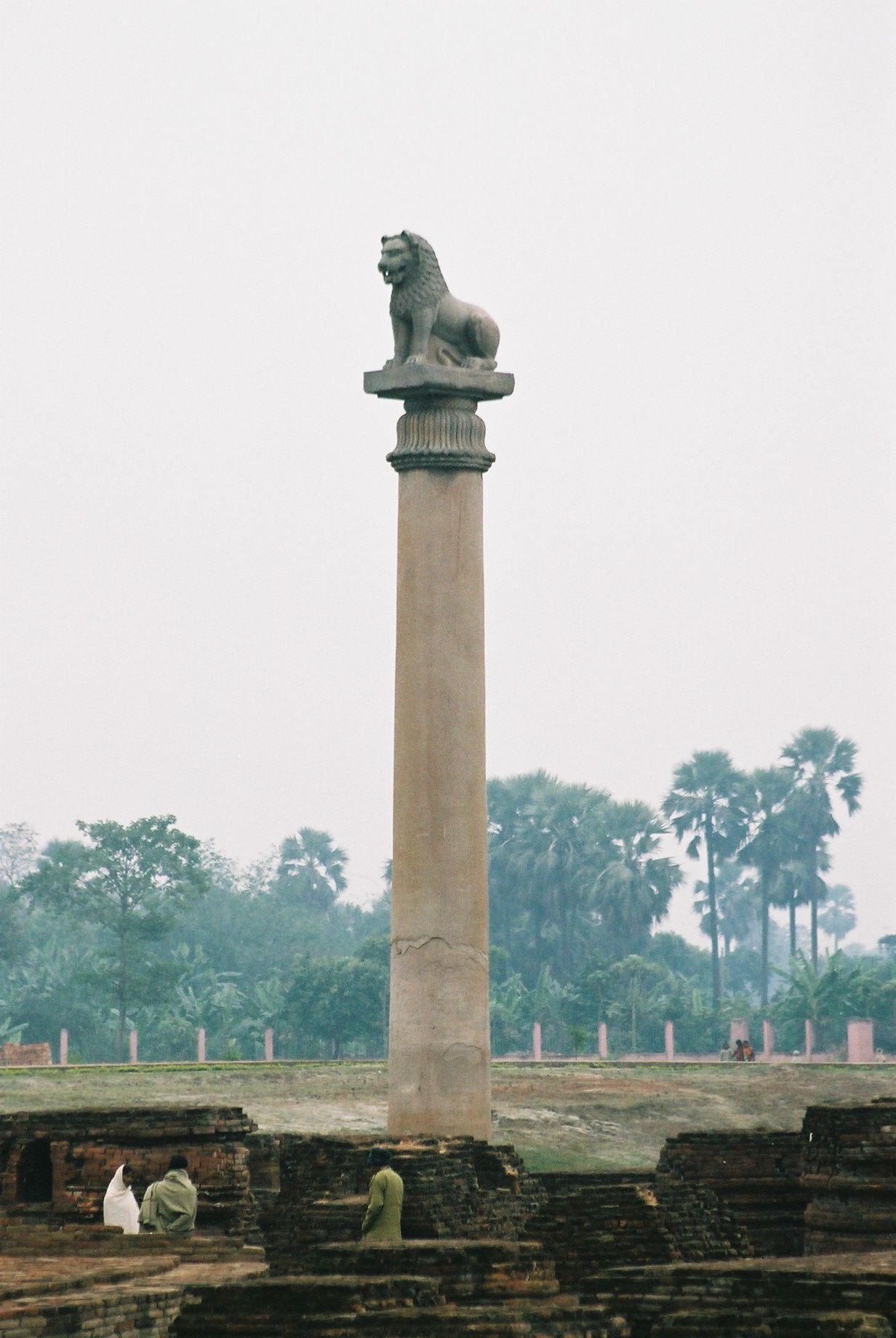
Pilar d'Ashoka situat a l'antiga ciutat de Vaishali, Bihar

L'Imperi Mauryan va assolir el seu apogeu en l'època de l'emperador Aśoka, que es va convertir al budisme després de la batalla de Kaliṅga. Aquest fet va anunciar un llarg període d'estabilitat sota l'emperador budista. El poder de l'imperi era grandiós, i es van enviar ambaixadors a altres països per propagar el budisme. L'enviat grec Megàstenes descriu la riquesa de la capital de Maurya. stupes, pilars i edictes sobre pedra es troben a Sanchi, Sarnath i Mathura, que indiquen l'extensió de l'imperi.
L'emperador Aśoka el Gran (304 aC – 232 aC) va ser el governant de l'Imperi Mauryan des del 273 aC fins al 232 aC. Aśoka va regnar sobre la major part de l'Índia després d'una sèrie de campanyes militars. El regne de l'emperador Aśoka s'estenia des del sud d'Àsia, les parts actuals de l'Afganistan al nord i la regió del Balutxistan a l'oest, fins a Bengala i Assam a l'est i al sud fins a Mysore.
Es considera que l'emperador Aśoka es va veure aclaparat per la culpa després de la conquesta de Kaliṅga, i a partir de llavors va acceptar el budisme com a fe personal amb l'ajut dels seus mentors brahmans Rādhāsvāmī i Mañjūśrī. Aśoka va establir monuments marcant diversos llocs significatius en la vida del Buda Śakyamuni, i segons la tradició budista va estar molt involucrat en la preservació i transmissió del budisme.
El 2018, les excavacions a Lalitgiri a Odisha, a través d'un estudi arqueològic de l'Índia van revelar quatre monestirs juntament amb segells i inscripcions antigues que mostren la continuïtat cultural des del període post-Mauryan fins al segle xiii. A Ratnagiri i Konark, a Odisha, també es comparteix la història budista descoberta a Lalitagiri. Sha construït un museu per preservar la història antiga, que es va inaugurar recentment pel primer ministre Narendra Modi.

### Grecobactrians, sakas i indoparts

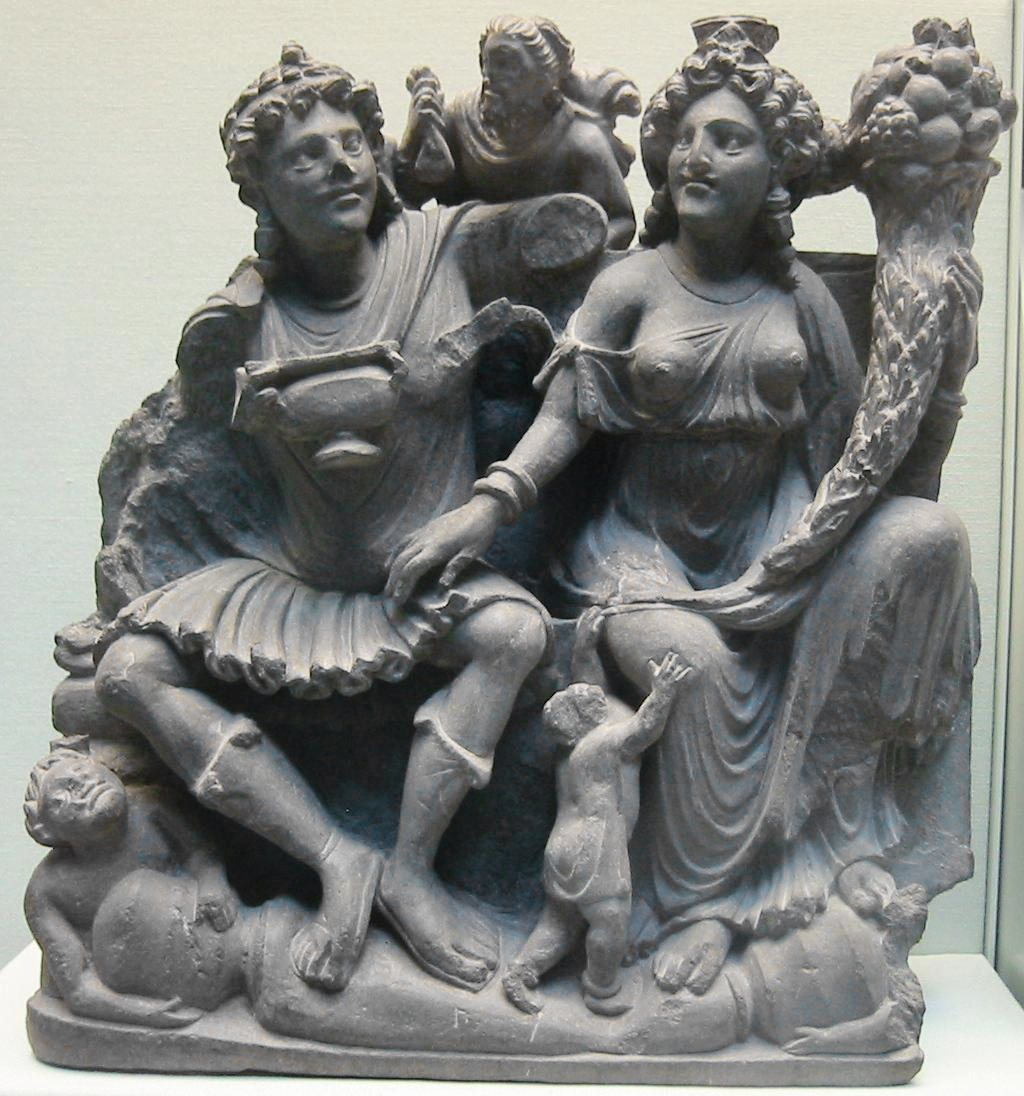
L'Ardoxsho i el Pharro,, Takht-i Bahi, Gandhāra, Museu Britànic. Es troben a les monedes Kushan i Gupta, poden ser deïtats budistes, hindús o perses.

Menandre I va ser el rei bactrià més famós. Va governar des de Taxila i més tard des de Sagala (Sialkot). Va reconstruir Taxila (Sirkap) i Puṣkalavatī. Es va convertir en budista i és recordat als registres budistes a causa de les seves discussions amb un gran filòsof budista al llibre Milinda Pañha.
Cap al 90 aC, els parts van prendre el control de l'est de l'Iran sobre el 50 aC, posant fi a les darreres restes del domini grec a l'Afganistan. Al voltant de 70 aE., el regne Indo-Part va tenir èxit en prendre el control de Gandhāra. Els parts van continuar donant suport a les tradicions artístiques gregues a Gandhara. L'inici de l'art grecobudista de Gandhāra data del període comprès entre el 50 aC i el 75 dC.

### Imperi Kuṣāna
L'Imperi Kushan sota l'emperador Kaniṣka va governar la regió fortament budista de Gandhāra, així com altres parts del nord de l'Índia, l'Afganistan i el Pakistan. Els governants de Kushan eren partidaris de les institucions budistes i van construir nombroses stupes i monestirs. Durant aquest període, el budisme gandharà es va estendre a través de les rutes comercials protegides pels kushans, pel pas de Khyber cap a l'Àsia central. Els estils d'art budista gandhara també es van estendre des de Gandhāra a altres parts d'Àsia.

### L'era Pāla i Sena
Sota el domini dels reis Pāla i Sena, van florir grans Mahāvihāras al que ara és Bihar i Bengala. Segons fonts tibetanes, cinc grans Mahāvihāras van destacar: Vikramashila, la primera universitat de l'època; Nālanda, encara en actiu, Somapura, Odantapurā i Jaggadala. Els cinc monestirs formaven una xarxa; "tots ells estaven sota la supervisió de l'estat" i existia "un sistema de coordinació entre ells... sembla que a partir de l'evidència que les diferents etapes de l'aprenentatge budista que funcionaven a l'est de l'Índia sota el Pāla es consideraven junts formant una xarxa., un grup interconnectat d'institucions", i era habitual que els grans estudiosos es moguessin fàcilment d'un punt a un altre.

Segons Damien Keown, els reis de la dinastia Pala (segles VIII al XII, regió de les planes del Ganges) van ser un dels principals defensors del budisme, de diverses arts budistes i hindús i del flux d'idees entre l'Índia, el Tibet i la Xina:  
| «               | Durant aquest període [dinastia Pala] el budisme mahayana va assolir el seu zenit de sofisticació, mentre que el budisme tàntric va florir per tota l'Índia i les terres circumdants. Aquest també va ser un període clau per a la consolidació de l'escola epistemològic-lògica (pramana) de la filosofia budista. A part dels molts pelegrins estrangers que van arribar a l'Índia en aquesta època, especialment de la Xina i el Tibet, hi havia un flux més petit però important de pandits indis que es van dirigir cap al Tibet... | » |
| — Damien Keown, | |   |

## Mestres del Dharma

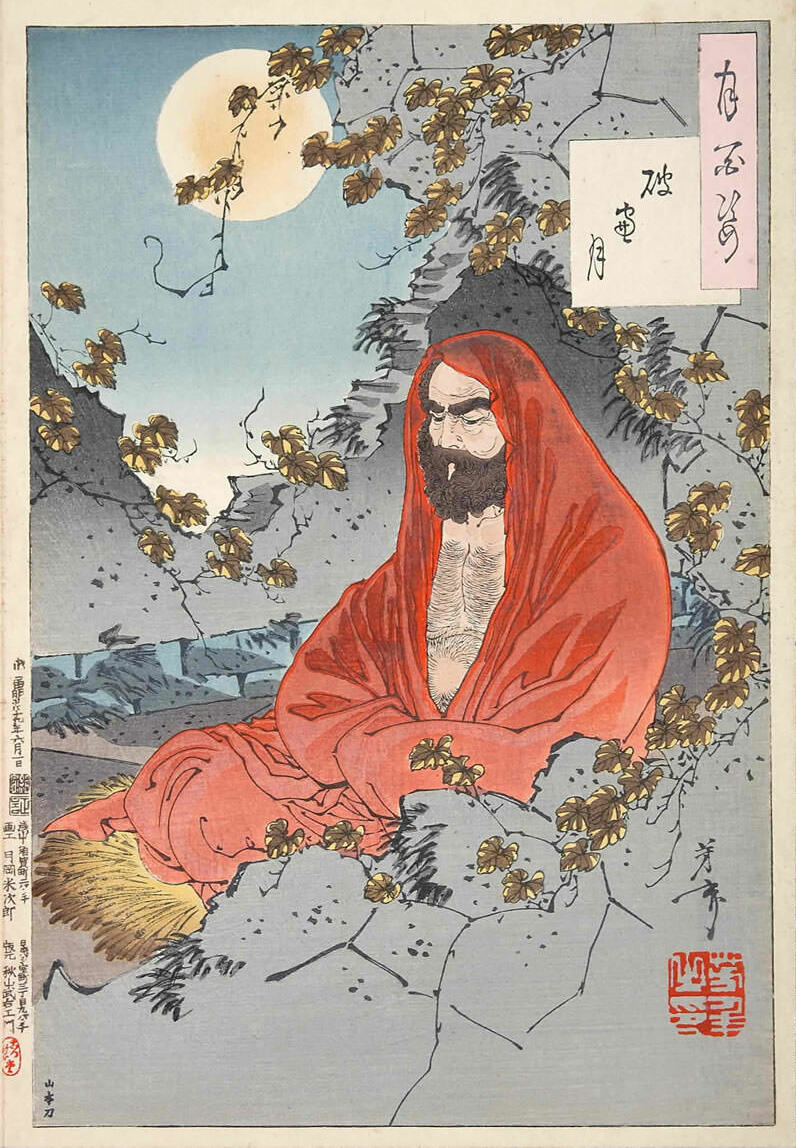
Bodhidharma va viure durant el segle V o VI i tradicionalment s'acredita com el transmissor del budisme Chan a la Xina.
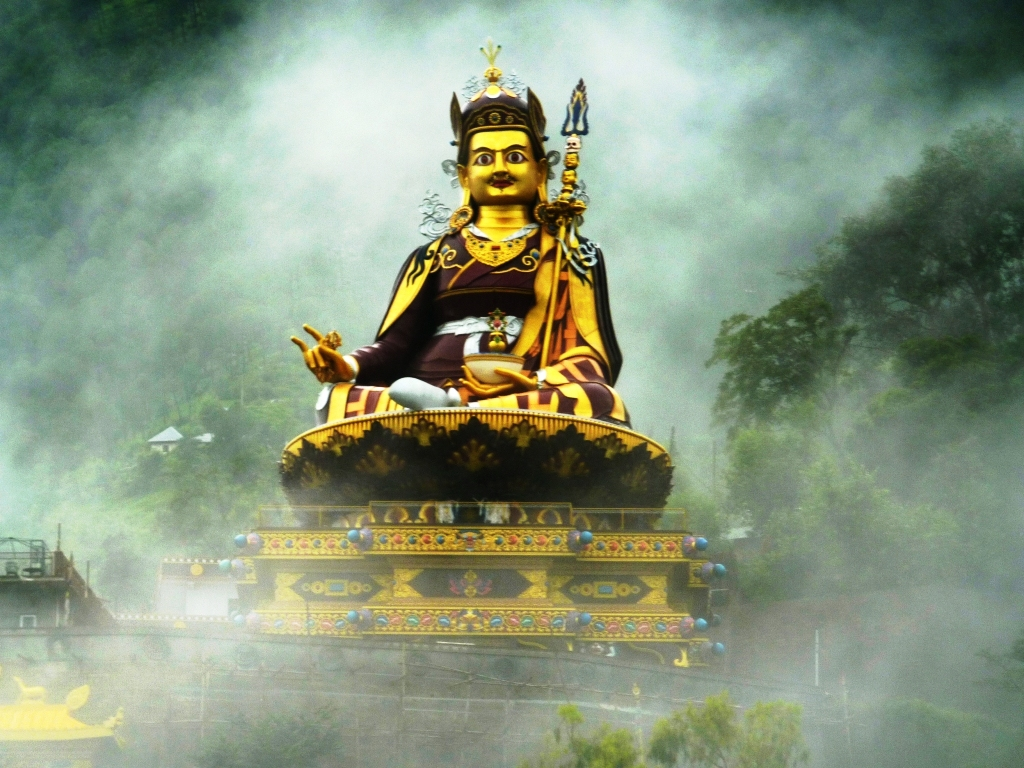
Padmasambhava va viure durant el segle VIII i se li atribueix la construcció del primer monestir budista al Tibet a Samye.
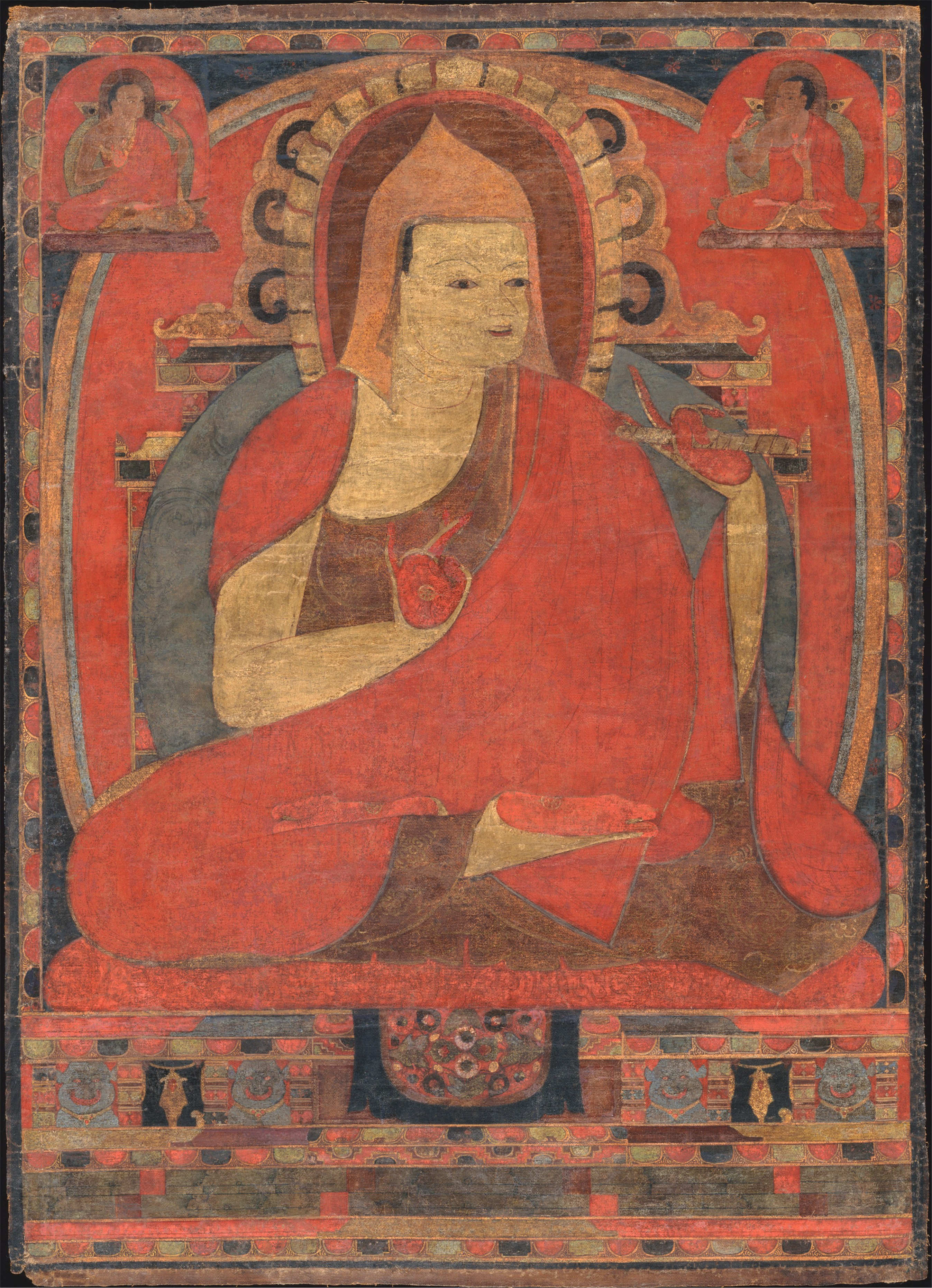
Atiśa va viure durant el segle XI i va ser una de les figures principals en la difusió del budisme Mahayana i Vajrayana a Àsia i va inspirar el pensament budista des del Tibet fins a Sumatra.

Els ascètes indis (Skt. śramaṇa) van propagar el budisme a diverses regions d'Àsia oriental i l'Àsia central.
Als Edictes d'Ashoka, el rei Ashoka esmenta els reis hel·lenístics de l'època com a receptors del seu proselitisme budista. El Mahavamsa descriu emissaris d'Ashoka, com Dharmaraksita, com els principals monjos budistes grecs ("Yona "), actius en el proselitisme budista.
Els relats de l'Antiga Roma descriuen una ambaixada enviada pel "rei indi Pandion (Pandya ?), també anomenat Porus," a Cèsar August al voltant del segle i. L'ambaixada viatjava amb una carta diplomàtica en grec, i un dels seus membres era un sramana que es va cremar viu a Atenes, per demostrar la seva fe. L'esdeveniment va fer sensació i va ser descrit per Nicolau de Damasc, que va conèixer l'ambaixada a Antioquia, i relatat per Estrabó (XV,1,73) i Cassi Dió (liv, 9). Es va fer una tomba a la sramana, encara visible en temps de Plutarc, que portava la menció: "El Sramana mestre de Barygaza a l'Índia".
Lokaksema és el primer monjo budista conegut que va traduir les escriptures budistes Mahayana a la llengua xinesa. Els monjos gandharans Jnanagupta i Prajna van contribuir a través de diverses traduccions importants de sutres sànscrits a la llengua xinesa.
El mestre indi dhyana Buddhabhadra va ser l'abat fundador i patriarca del temple de Shaolin. Monjo budista i mestre esotèric del sud de l'Índia (segle VI), Kanchipuram és considerat com el patriarca de l'escola Ti-Lun. Bodhidharma (c. segle VI) va ser el monjó budista considerat tradicionalment com el fundador del budisme zen a la Xina.
L'any 580, el monjo indi Vinītaruci va viatjar al Vietnam. Aquesta, doncs, seria la primera aparició del zen vietnamita, o budisme Zen.
Padmasambhava, que en sànscrit que significa "nascut de lotus", va portar el budisme tàntric al Tibet al segle VIII. A Bhutan i al Tibet és més conegut com "Guru Rinpoche" ("Preciós Mestre") on els seguidors de l'escola Nyingma el consideren la segona Budeïtat. Es considera que Śāntarakṣita, abat de Nālanda i fundador del Yogacara - Madhyamaka va ajudar Padmasambhava a establir el budisme al Tibet.
El monjo indi Atiśa, titular dels ensenyaments de l'entrenament mental (Tib. lojong), és considerat un fundador indirecte de l'escola Gelug del budisme tibetà. Els monjos indis, com Vajrabodhi, també van viatjar a Indonèsia per propagar el budisme.

## Decadència del budisme a l'Índia
La decadència del budisme a l'India s'ha atribuït a diversos factors. Independentment de les creences religioses dels seus reis, es considera la divisió sectària com un factor preeminent. La construcció de monestirs i monuments religiosos, donar béns per al sosteniment dels monjos, i eximir d'impostos els béns donats que feien particulars com comerciants rics i parents femenins de la família reial son també algunes de les causes estudiades. Hi va haver èpoques en què l'estat també donava el seu suport i protecció. En el cas del budisme, aquest suport va ser especialment important pel seu alt nivell d'organització i la dependència dels monjos de les donacions dels laics. El patrocini estatal del budisme va prendre la forma de fundacions de concessió de terres.
Nombroses inscripcions de plaques de coure de l'Índia, així com textos tibetans i xinesos suggereixen que el patrocini del budisme i dels monestirs budistes a l'Índia medieval es va interrompre en períodes de guerra i canvi polític, però va continuar àmpliament als regnes hindús des de l'inici de l'era comuna (EC) fins a principis. 2n mil·lenni EC. La moderna investigació i les traduccions recents dels arxius de textos budistes tibetans i sànscrits, conservats als monestirs tibetans, suggereixen que durant gran part del 1r mil·lenni EC a l'Índia medieval, al Tibet, així com a altres parts de la Xina, els monjos budistes posseïen propietats i estaven activament implicats en comerç i altres activitats econòmiques, després d'unir-se a un monestir budista.
Amb la dinastia Gupta (~segles IV-VI), el creixement del budisme ritualista Mahayana, amb la influència mútua entre l'hinduisme i el budisme, les diferències entre ambdúes religions es van difuminar. El vaishnavisme, el xaivisme i altres tradicions hindús es van fer cada cop més populars, i els brahmans van desenvolupar una nova relació amb l'estat. A mesura que el sistema creixia, els monestirs budistes van perdre gradualment el control dels ingressos de la terra. Paral·lelament, els reis Gupta van construir temples budistes com el de Kushinagara, i universitats monàstiques com les de Nalanda, com ho demostren els registres deixats per tres visitants xinesos a l'Índia.
Segons Hazra, el budisme va disminuir en part a causa de l'ascens dels brahmans i la seva influència en el procés sociopolític. D'acord amb Randall Collins, Richard Gombrich i altres investigadors, l'ascens o la decadència del budisme no està lligat als brahmans o al sistema de castes, ja que el budisme "no era una reacció al sistema de castes", sinó que tenia com a objectiu la salvació d'aquells que es van unir al seu ordre monàstic.
El viatger persa del segle XI Al-Biruni escriu que hi havia un "odi cordial" entre els brahmans i els budistes Sramana. El budisme també es va afeblir per les filosofies hindús rivals com Advaita Vedanta, el creixement dels temples i una innovació del moviment bhakti. Aquesta rivalitat va reduir el patrocini budista i el suport popular. El període entre el 400 i el 1000 dC va experimentar, doncs, els guanys de l'escola Vedanta de l'hinduisme sobre el budisme. El budisme havia desaparegut de l'Afganistan i el nord de l'Índia a principis del segle xi.
Segons alguns investigadors com Lars Fogelin, la decadència del budisme pot estar relacionada amb raons econòmiques, en què els monestirs budistes amb grans concessions de terres, se centraven en activitats no materials, l'autoaïllament dels monestirs, la pèrdua de la disciplina interna a la sangha, i la manca d'explotació eficient de la terra que posseïen.

### Les invasions dels huns
Els viatgers xinesos que van arribar a la regió entre els segles V i VIII, com Faxian, Xuanzang, I-ching, Hui-sheng i Sung-Yun, van començar a parlar d'una decadència de la sangha budista, especialment arran de la invasió dels huns. des de l'Àsia central. Xuanzang, el més famós dels viatgers xinesos, va trobar "milions de monestirs" al nord-oest de l'Índia reduïts a ruïnes pels huns.

### Conqueridors musulmans
La conquesta musulmana del subcontinent indi va ser la primera gran invasió iconoclasta al sud d' Àsia. A finals del segle XII, el budisme havia desaparegut majoritàriament, amb la destrucció de monestirs i stupes al nord-oest i oest de l'Índia medieval (actual Pakistan i nord de l'Índia).
A les parts del nord-oest de l'Índia medieval, les regions de l'Himàlaia, així com les regions frontereres amb l'Àsia central, el budisme va facilitar les relacions comercials, afirma Lars Fogelin. Amb la invasió i expansió islàmiques i l'adopció de l'Islam pels països asiàtics centrals, les fonts de suport financer derivades de les rutes comercials i els fonaments econòmics dels monestirs budistes van decaure, ja que aquesta era la seva font de supervivència i el creixement. L'arribada de l'Islam va eliminar el mecenatge reial a la tradició monàstica del budisme. La substitució dels budistes en el comerç a llarga distància pels musulmans va erosionar les fonts de mecenatge relacionades.
A les planes del Ganges, Orissa, al nord-est i a les regions del sud de l'Índia, el budisme va sobreviure durant els primers segles del II mil·lenni dC La invasió islàmica va saquejar la riquesa i va destruir les imatges budistes. La consegüent presa de possessió de les terres dels monestirs budistes els va eliminar una font de suport necessari, mentre que la convulsió econòmica i els nous impostos sobre els laics van minvar el seu suport als monjos budistes.

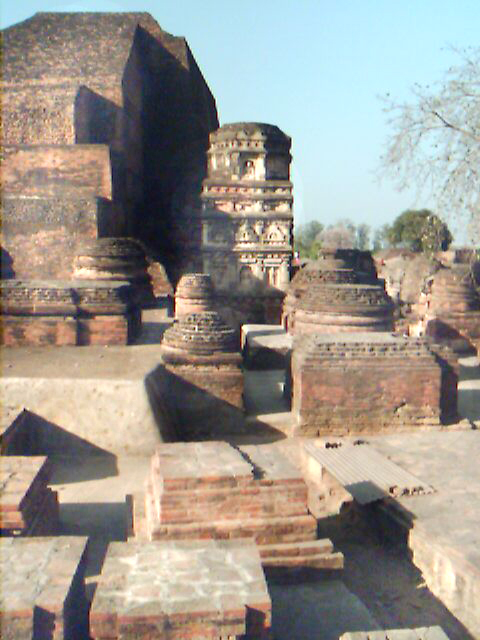
El general Ikhtiar Uddin Muhammad Bin Bakhtiyar Khilji va saquejar els grans santuaris budistes de Nālanda.

Monestirs i institucions com Nalanda van ser abandonats pels monjos budistes al voltant de l'any 1200 dC, que van fugir per escapar de l'exèrcit musulmà invasor. A partir de llavors va decaure a causa del domini islàmic a l'Índia.
L'últim imperi que va donar suport al budisme, la dinastia Pala, va caure al segle XII, i Muhammad bin Bakhtiyar Khalji, un general del primer Sultanat de Delhi, va destruir monestirs i monuments i va estendre l'islam a Bengala. Segons Randall Collins, el budisme ja estava en declivi a l'Índia abans del segle XII, però amb el saqueig per part dels invasors musulmans gairebé es va extingir a l'Índia al segle 1200. Craig Lockard, afirma que al segle xiii els monjos budistes de l'Índia van escapar al Tibet per fugir de la persecució islàmica; mentre que els monjos de l'oest de l'Índia, afirma Peter Harvey, van escapar de la persecució traslladant-se als regnes hindús del sud de l'Índia que van poder resistir el poder musulmà.

### Budistes supervivents
Molts budistes indis van fugir cap al sud. Se sap que els budistes van continuar existint a l'Índia fins i tot després del segle xiv a partir de textos com el Chaitanya Charitamrita. Aquest text descriu un episodi de la vida de Sri Chaitanya Mahaprabhu (1486–1533), un sant vaisnava, que va entrar en un debat amb budistes a Tamil Nadu.
El tibetà Taranatha (1575–1634) va escriure una història del budisme indi, que esmenta que el budisme va sobreviure en alguns espais de l'Índia durant el seu temps. Esmenta que el sangh budista va sobreviure a Konkana, Kalinga, Mewad, Chittor, Abu, Saurastra, les muntanyes de Vindhya, Ratnagiri, Karnataka, etc. Un autor jainista Gunakirti (1450-1470) va escriure un text marathi, Dhamramrita, on dona els noms de 16 ordres budistes. El Dr. Johrapurkar va assenyalar que entre ells, els noms Sataghare, Dongare, Navaghare, Kavishvar, Vasanik i Ichchhabhojanik encara sobreviuen a Maharashtra com a cognoms.
El budisme també va sobreviure fins a l'era moderna a les regions de l'Himàlaia com Ladakh, amb estrets vincles amb el Tibet. Una tradició única sobreviu al budisme Newar del Nepal.
Abul Fazl, el cortesà de l'emperador mogol Akbar, afirma: "Des de fa molt de temps, gairebé cap rastre d'ells (els budistes) ha existit a l'Hindustan". Quan va visitar el Caixmir el 1597, es va reunir amb uns quants vells que professaven el budisme, però "no hi va veure cap entre els erudits". Això també es pot veure pel fet que els sacerdots budistes no estaven presents enmig d'erudits divinis que van arribar a l'Ibadat Khana d'Akbar a Fatehpur Sikri.

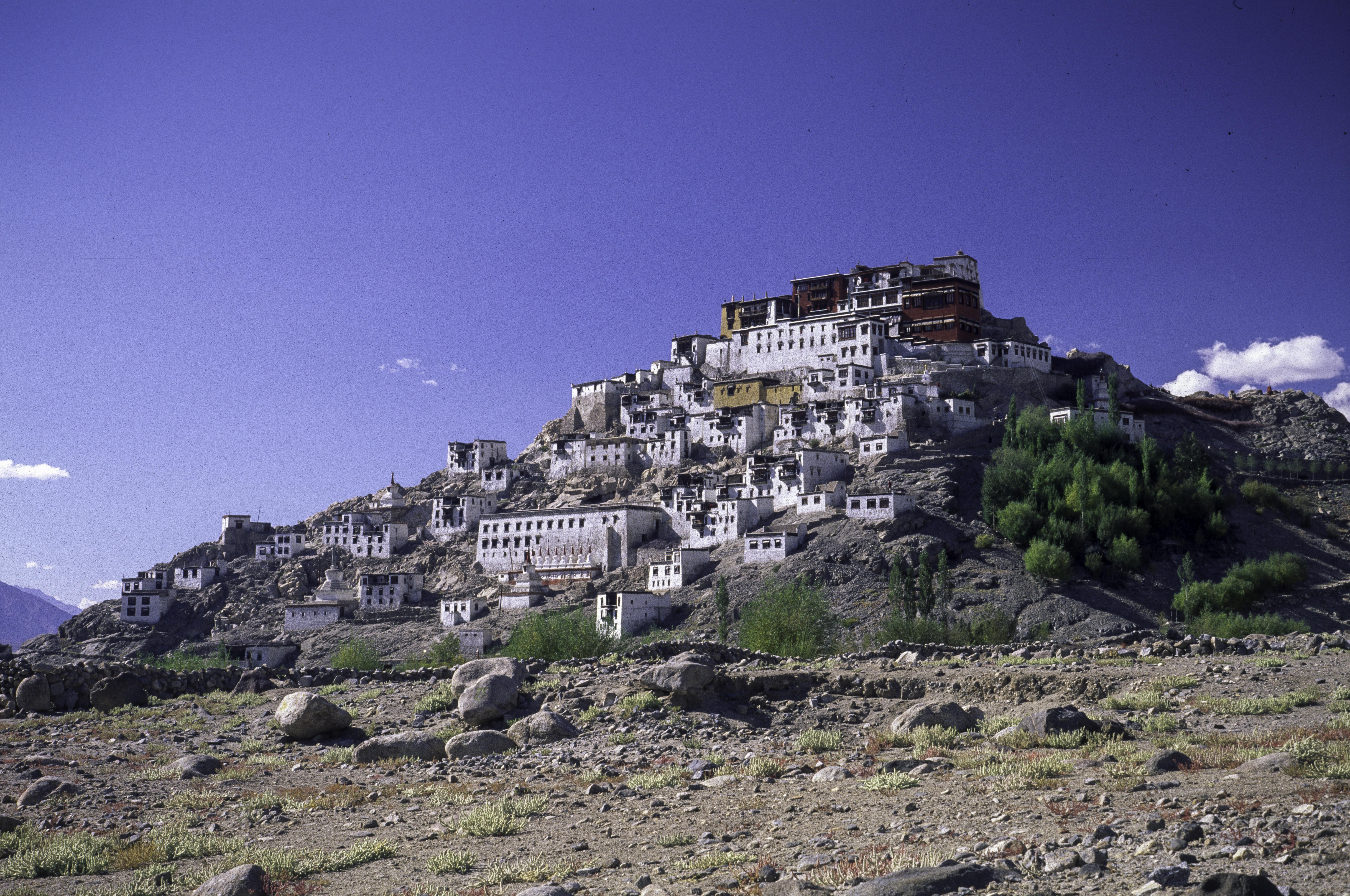
El monestir de Thikse és el gompa més gran de Ladakh, construït al 1500.
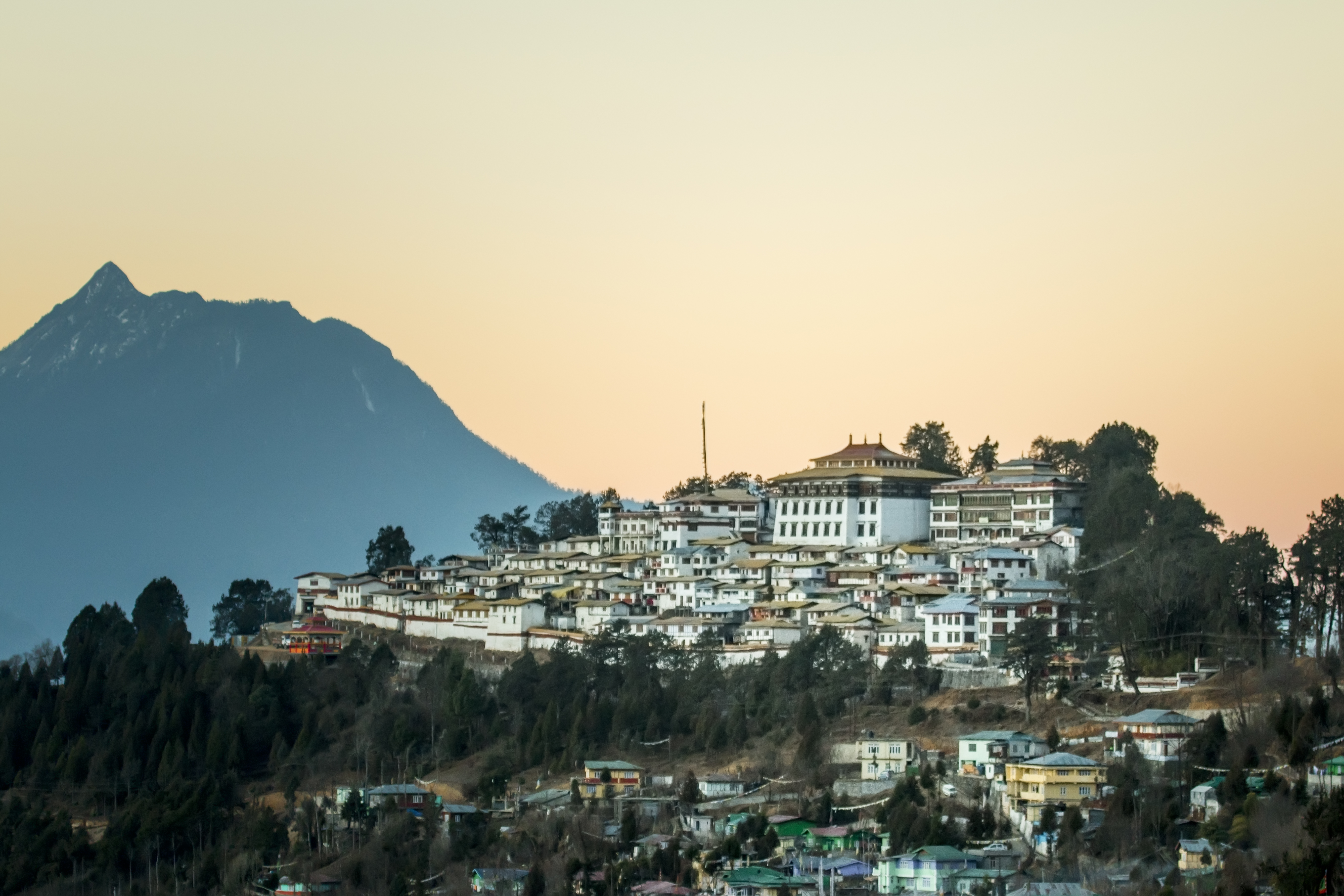
El monestir de Tawang a Arunachal Pradesh, va ser construït a la dècada de 1600, és el monestir més gran de l'Índia i el segon més gran del món després del Palau de Potala a Lhasa, Tibet.
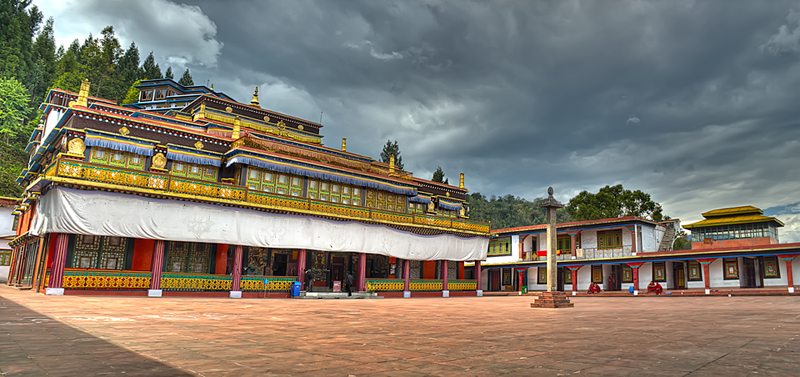
El monestir de Rumtek a Sikkim es va construir sota la direcció de Changchub Dorje, 12è Karmapa Lama a mitjans del segle xvii.

### Causes dins de la tradició budista de l'època
Alguns investigadors suggereixen que una part de la decadència dels monestirs budistes va ser deguda perquè es va deslligar de la vida quotidiana a l'Índia, i no va participar en els aspectes socials rituals, com els ritus de pas (matrimoni, funeral, naixement d'un fill) com altres religions.

## Renaixement del budisme a l'Índia

### Societat Maha Bodhi

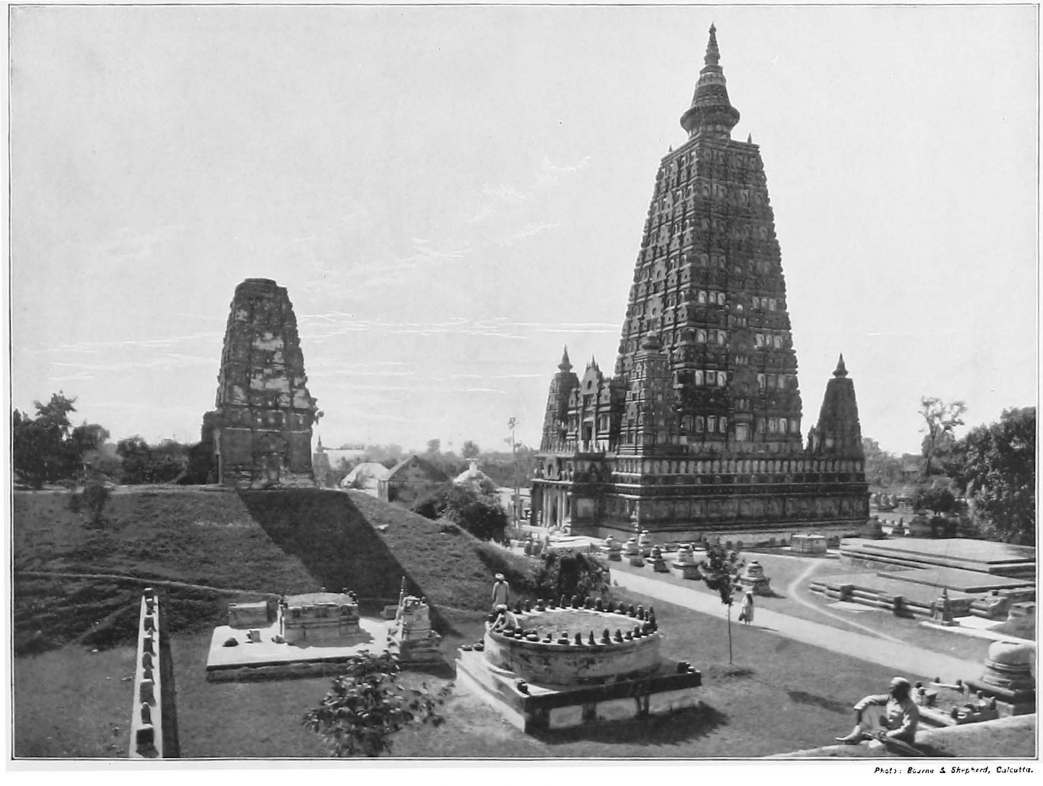
El temple Mahabodhi tal com va aparèixer el 1899, poc després de la seva restauració a la dècada de 1880

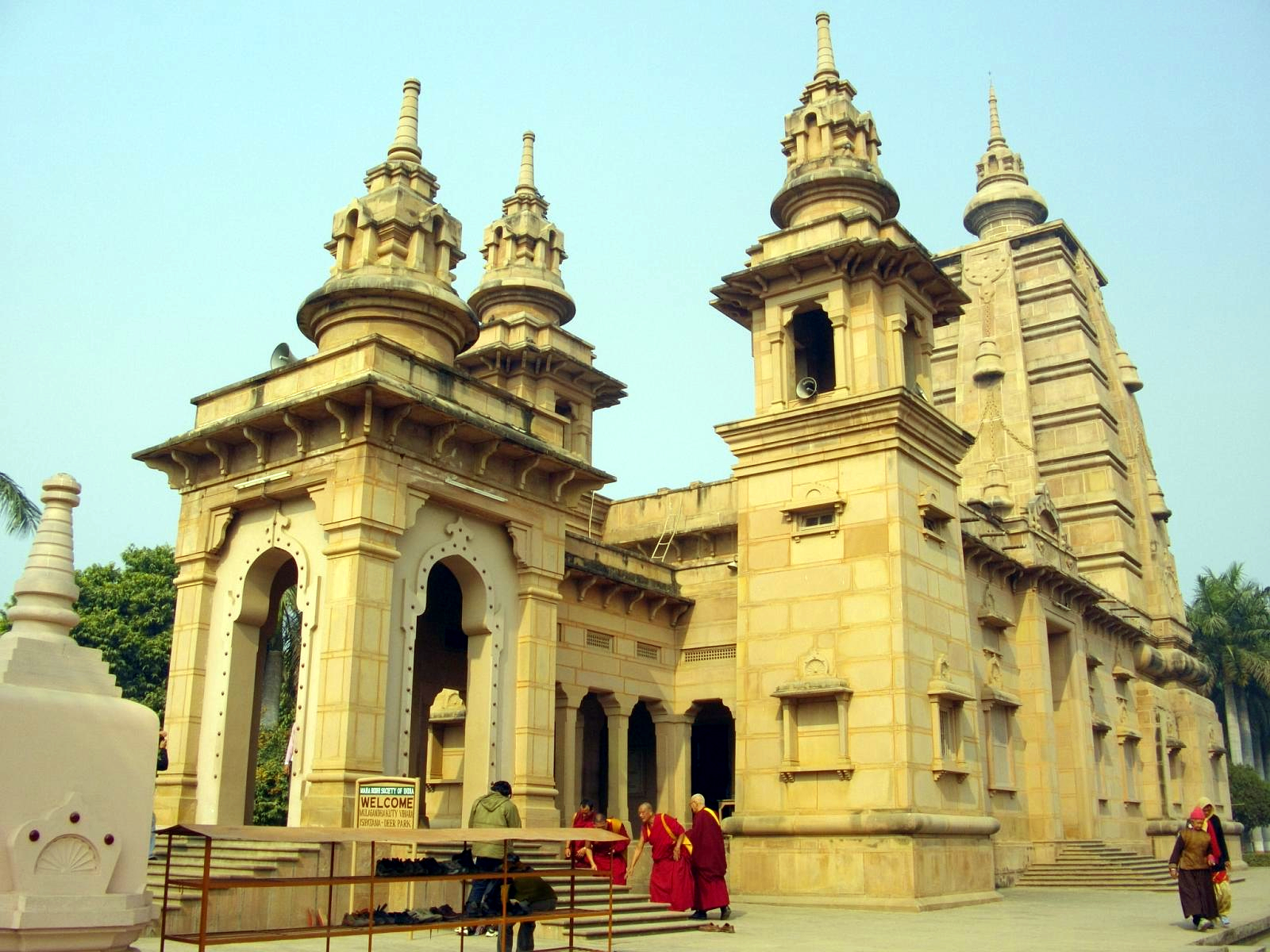
Temple budista Maha-Bodhi Mulagandhakuti a Sarnath

El renaixement modern del budisme a l'Índia va començar a finals del segle xix, dirigit per institucions modernistes budistes com la Societat Maha Bodhi (1891), l'Associació Budista de Bengala (1892) i l'Associació Budista Jove (1898). Aquestes institucions van estar influenciades pels corrents budistes modernistes del sud d'Àsia, com el modernisme budista de Sri Lanka, així com per l'erudició oriental occidental i els moviments espirituals com la teosofia. Una figura central d'aquest moviment va ser la líder budista de Sri Lanka Anagarika Dharmapala, que va fundar la Societat Maha Bodhi el 1891. Un focus important de les activitats de la Societat Maha Bodhi a l'Índia es va convertir en la recuperació, conservació i restauració d'importants llocs budistes, com Bodh Gaya i el seu temple Mahabodhi. Dharmapāla i la societat van promoure la construcció de vihāras i temples budistes a l'Índia, inclòs el de Sarnath, el lloc del primer sermó de Buda. Va morir el 1933, el mateix any que va ser ordenat Bhikkhu.
Després de la independència de l'Índia, la seva antiga herència budista es va convertir en un element important per a la construcció de la nació, i el primer ministre Jawaharlal Nehru va buscar a l'imperi Maurya símbols d'unitat panindia que no eren ni hindús ni musulmans com el Dharmachakra. Els llocs budistes indis també van rebre el suport del govern com a preparació per al 2.500 Buda Jayanti celebrat el 1956, a més de proporcionar terres de lloguer gratuït en diversos centres de pelegrinatge perquè els grups budistes asiàtics construïssin temples i cases de descans.
Importants intel·lectuals budistes indis del període modern són Rahul Sankrityayan (1893-1963), Dharmanand Kosambi (1876-1941) i Bhadant Anand Kausalyayan. El budista de Bengala Kripasaran Mahasthavir (1865-1926) va fundar l'Associació Budista de Bengala el 1892. A Tamil Nadu, el tamil Iyothee Thass (1845-1914) va ser una figura important que va promoure el budisme i va cridar els paraiyars a convertir-se.
El govern indi i els estats han continuat promouvent el desenvolupament de llocs de pelegrinatge budista ("el circuit budista"), tant com a font de turisme com a promoció de l'herència budista de l'Índia, que és un recurs cultural important per als llaços diplomàtics estrangers de l'Índia. El 2010, la Universitat de Nalanda es va establir a Bihar.

### Moviment budista dalit
A la dècada de 1950, el líder polític dalit BR Ambedkar (1891-1956) influenciat per la seva lectura de fonts pali i budistes indis com Dharmanand Kosambi i Lakshmi Narasu, va començar a promoure la conversió al budisme dels dalits de castes baixes indis. El seu moviment budista dalit va tenir més èxit als estats indis de Maharashtra, que van experimentar conversions a gran escala. El "neobudisme" d'Ambedkar incloïa un fort element de protesta social i política contra l'hinduisme i el sistema de castes indi. La seva obra màgica, El Buda i el seu Dhamma, va incorporar les idees del marxisme sobre la lluita de classes a les visions budistes de dukkha i va argumentar que la moral budista es podria utilitzar per "reconstruir la societat i construir una societat moderna i progressista de justícia, igualtat i llibertat".
El moviment de conversió es va limitat generalment a determinades demografies socials, com ara la casta Mahar de Maharashtra i els Jatavs. Encara que van renunciat a l'hinduisme a la pràctica, una enquesta de la comunitat va mostrar l'adhesió a moltes pràctiques de l'antiga fe, inclosa l'endogàmia, el culte a la divinitat familiar tradicional, etc.
Les principals organitzacions d'aquest moviment són la Societat Budista de l'Índia (la Bharatiya Bauddha Mahasabha) i la Comunitat Budista Triratna (la Triratna Bauddha Mahasangha).

### Budisme tibetà

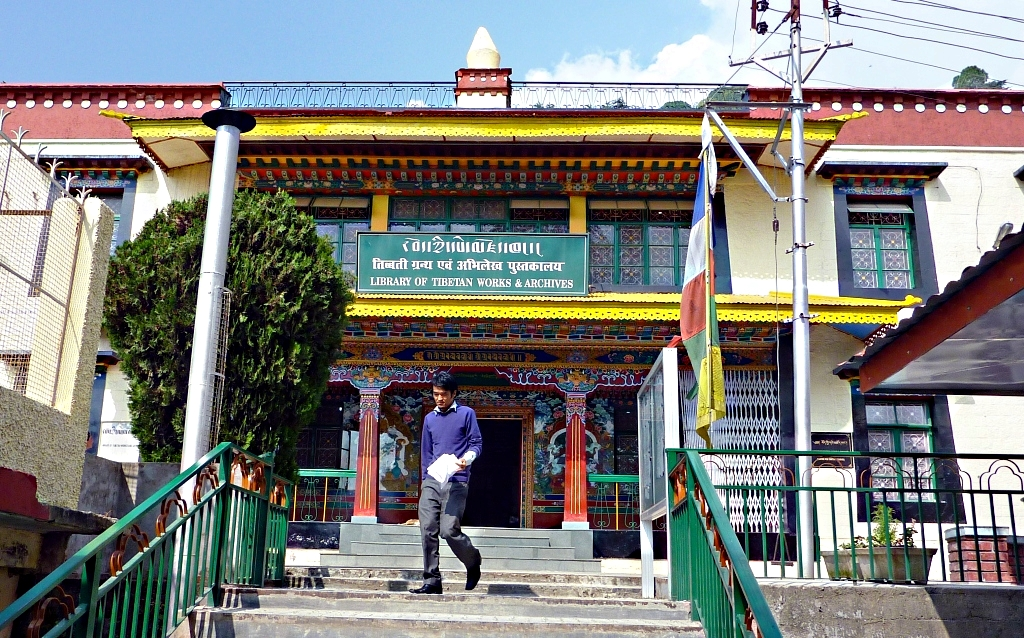
Biblioteca tibetana, Dharamsala

El budisme tibetà també va créixer a l'Índia durant l'era moderna, principalment a causa de l'impuls de la diàspora tibetana. L'arribada del 14è Dalai Lama amb més de 85.000 refugiats tibetans el 1959 va tenir un impacte significatiu en el renaixement del budisme a l'Índia. Un gran nombre de tibetans es van establir a Dharamsala, Himachal Pradesh, que es va convertir en la seu del govern tibetà a l'exili. Un altre gran assentament de refugiats tibetans és a Bylakuppe, Karnataka. Els refugiats tibetans també van contribuir a la revitalització de les tradicions budistes a les regions de l'Himàlaia com el Districte de Lahaul i el districte de Spiti, Ladakh, Tawang i Bomdila. Els budistes tibetans també han contribuït a la construcció de temples i institucions als llocs i ruïnes budistes de l'Índia.
El mateix germà del Dalai Lama, Gyalo Thondup, viu a Kalimpong i la seva dona va establir el Centre de Refugiats Tibetans a Darjeeling. El 17è Karmapa també va arribar a l'Índia l'any 2000 i continua l'educació i ha assumit el paper tradicional com a líder de la secta Karma Kagyu del budisme tibetà i cada any dirigeix el Kagyu Monlam a Bodh Gaya al qual assisteixen milers de monjos i seguidors. El monestir de Palpung Sherabling, seu del 12è Tai Situpa, situat a Kangra, Himachal Pradesh, és el monestir de Kagyu més gran de l'Índia i s'ha convertit en un centre important del budisme tibetà. Penor Rinpoche, el cap de Nyingma, l'antiga escola del budisme tibetà, va restablir un monestir de Nyingma a Bylakuppe, Mysore. Aquest és el monestir de Nyingma més gran actualment. Monjos de les regions de l'Himàlaia de l'Índia, Nepal, Bhutan i del Tibet s'uneixen a aquest monestir per a la seva educació superior. Penor Rinpoche també va fundar Thubten Lekshey Ling, un centre de dharma per a practicants laics a Bangalore. El budisme Vajrayana i la meditació Dzogchen (maha-sandhi) van tornar a ser accessibles als aspirants a l'Índia.

### Moviment Vipassana

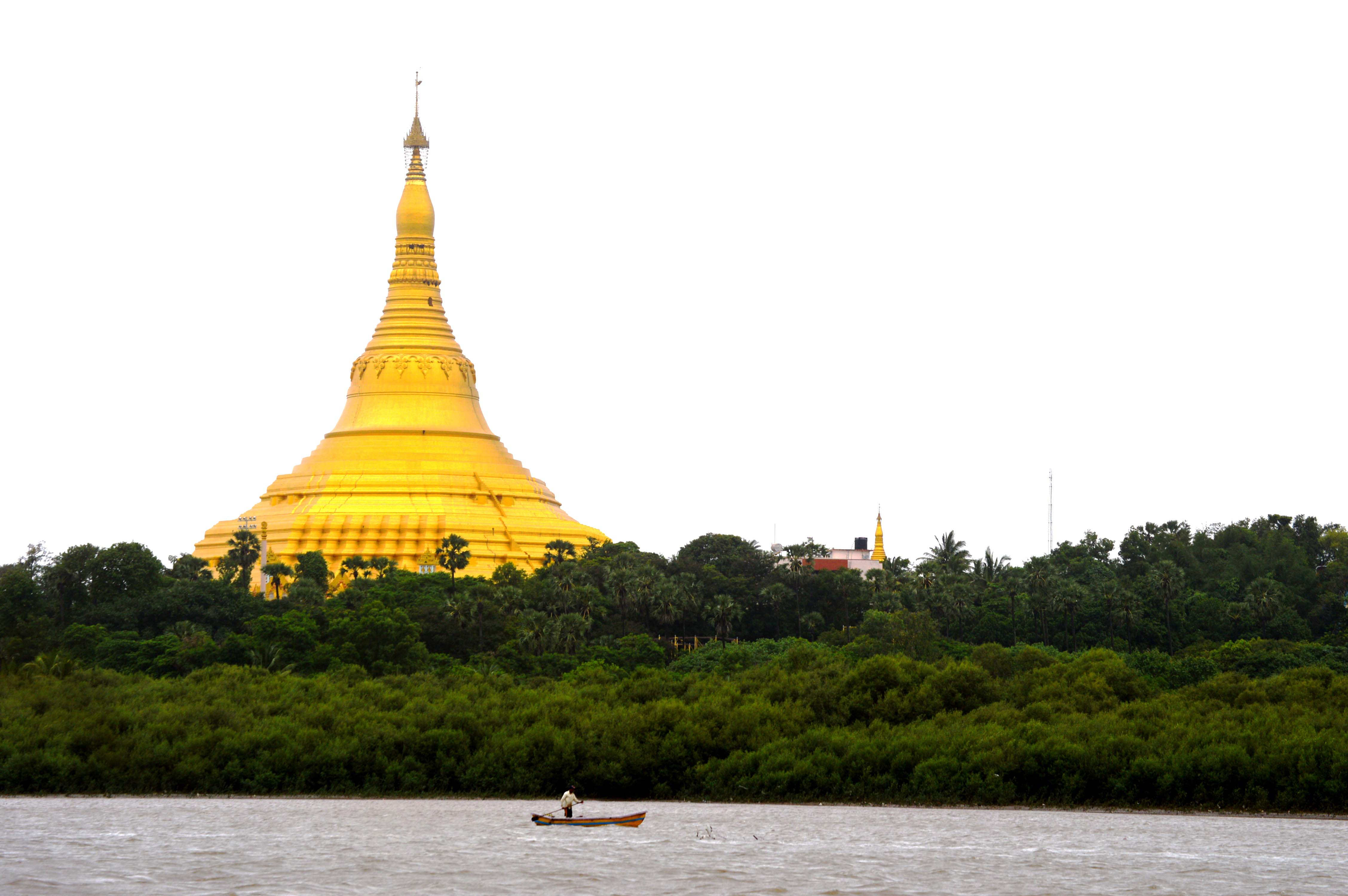
Pagoda Global Vipassana

El moviment Vipassana és una tradició moderna de la pràctica de la meditació budista. A l'Índia, l'organització Vipassana més influent és el Vipassana Research Institute fundat per SN Goenka (1924-2013) que va promoure la meditació Vipassana budista d'una manera moderna i no sectària. La xarxa de centres de meditació de Goenka que oferia retirs de 10 dies. Moltes institucions, tant governamentals com del sector privat, ara ofereixen cursos per als seus empleats. Aquesta forma és practicada principalment per indis d'elit i classe mitjana. Aquest moviment s'ha estès a molts altres països d'Europa, Amèrica i Àsia. El novembre de 2008 es va acabar la construcció de la pagoda global Vipassana als afores de Bombai.

## Cultura

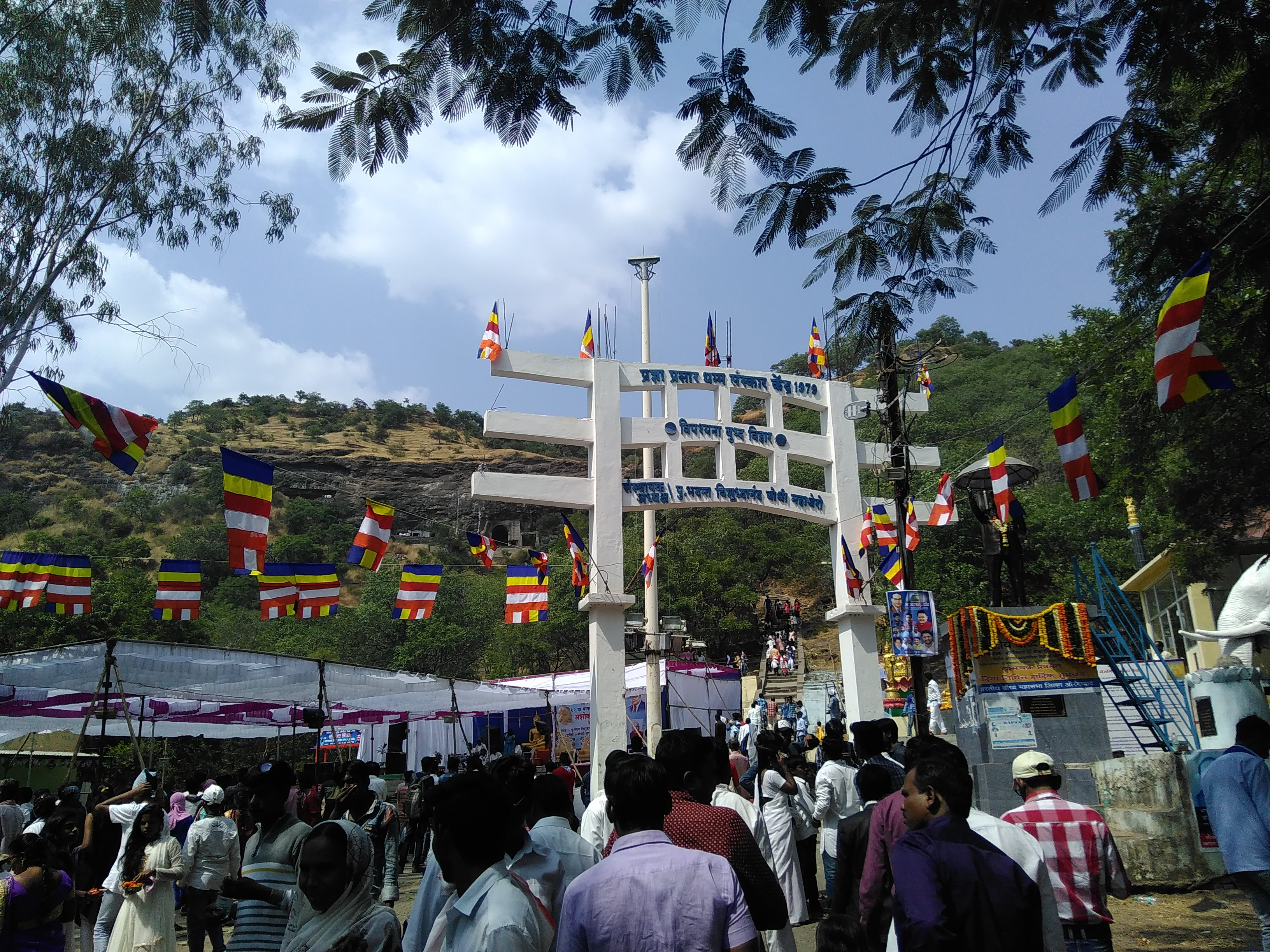
Budistes marathis celebrant el 62è Dhammachakra Pravartan Din a la zona de les coves d'Aurangabat aAurangabad, Maharashtra el 18 d'octubre de 2018

### Comunitats
Els budistes marathis (incloent Mahar) són la comunitat budista més poblada de l'Índia. A la regió dels turons de l'Himàlaia de Darjeeling es poden trobar diverses comunitats budistes ètniques indígenes com ara els xerpes, bhutias, lepchas, tamangs, yolmos i altres ètnies tibetanes. Esmentar al Poble Beda, comunitat budista del territori de la unió india de Ladakh, on es practica la música tradicional; els Budistes bengalís: viuen principalment a Bangladesh (500.000) i als estats indis de Bengala Occidental (282.898) i Tripura (125.182), són seguidors del budisme Theravada.
També cal apuntar a les ètnies: Bhotiya, Bhutia, Bodh, Bugun, Chakma, Chugpa, Gurung,Khamba, Khamti, Khamyang, Lepcha, Lishipa, Mahar, Budistes marathis, Etnia Na, Rakhine, Xerpes, Tai Phake,i Tamang.

### Festivals
Els budistes indis celebren moltes festes. Ambedkar Jayanti, Dia de Dhammachakra Pravartan i Naixement de Buda són tres festivals principals del budisme Navayana. Els budistes tradicionals celebren Losar, Buda Purnima i altres festivals.
Ambedkar Jayanti (aniversari de BR Ambedkar): Ambedkar Jayanti és un festival important de l'Índia, celebrat en memòria de BR Ambedkar, un defensor dels drets de classe a l'Índia.. El festival anual se celebra el 14 d'abril per commemorar la memòria de BR Ambedkar. Ambedkar va ser un defensor dels drets de classe a l'Índia, també se l'acredita com el "pare de la Constitució índia". Ambedkar Jayanti se celebra a l'Índia i altres països. Les processons d'Ambedkar Jayanti són realitzades pels seus seguidors budistes a Chaitya Bhoomi a Bombai i a Deeksha Bhoomi a Nagpur. Un gran nombre de budistes indis visiten viharas, i les estàtues locals que commemoren Ambedkar es porten en processó amb molta música i soroll.

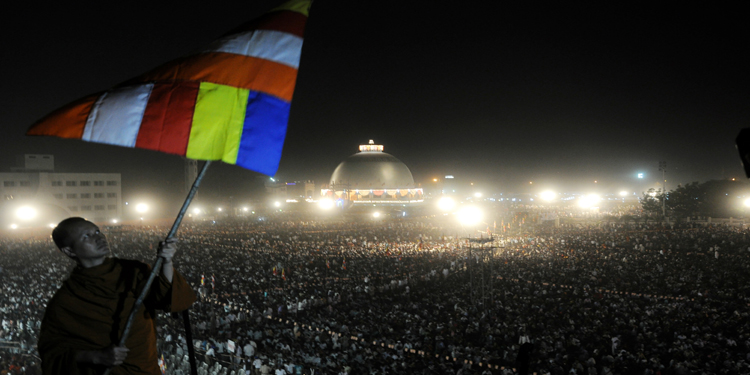
Celebracions del dia de Dhammachakra Pravartan

- El Dia del Dhammachakra Pravartan se celebra per marcar la conversió al budisme d'Ambedkar i aproximadament 600.000 seguidors el 14 d'octubre de 1956 a Deekshabhoomi.[157] Cada any a Ashoka Vijayadashami, milions de budistes es reuneixen a Deekshabhoomi per celebrar la conversió massiva. Molts budistes també visiten llocs budistes locals allà per celebrar el festival. Aquest dia milers de persones abracen el budisme.[158]
- Buda Purnima és celebrat tant per budistes com per no budistes a l'Índia. Es creu que és un festival que celebra l'adopció dels ensenyaments de Siddharata Gautama. En aquest dia, els budistes indis porten roba blanca i mediten, i se suposa que només consumeixen menjar vegetarià.El temple de Mahabodhi és una atracció popular durant aquest període.[159]

## Branques
Buddhism in India (2011 National Census)
Segons una anàlisi d'IndiaSpend de les dades del cens de 2011, hi ha més de 8,4 milions de budistes a l'Índia i el 87% d'ells són neobudistes o budistes Navayana. Es converteixen d'altres religions, sobretot dalits (casta reconeguda) que van canviar de religió per escapar del sistema de castes de l'hinduisme. El 13% restant dels budistes pertanyen a comunitats tradicionals (Theravada, Mahayana i Vajrayana) de les regions nord-est i nord de l'Himàlaia.

## Demografia
| Year | Percent | Increase |
| ---- | ------- | -------- |
| 1951 | 0.05%   | -        |
| 1961 | 0.74%   | +0.69%   |
| 1971 | 0.70%   | -0.04%   |
| 1981 | 0.71%   | +0.01%   |
| 1991 | 0.76%   | +0.05%   |
| 2001 | 0.77%   | +0.01%   |
| 2011 | 0.70%   | -0.07%   |

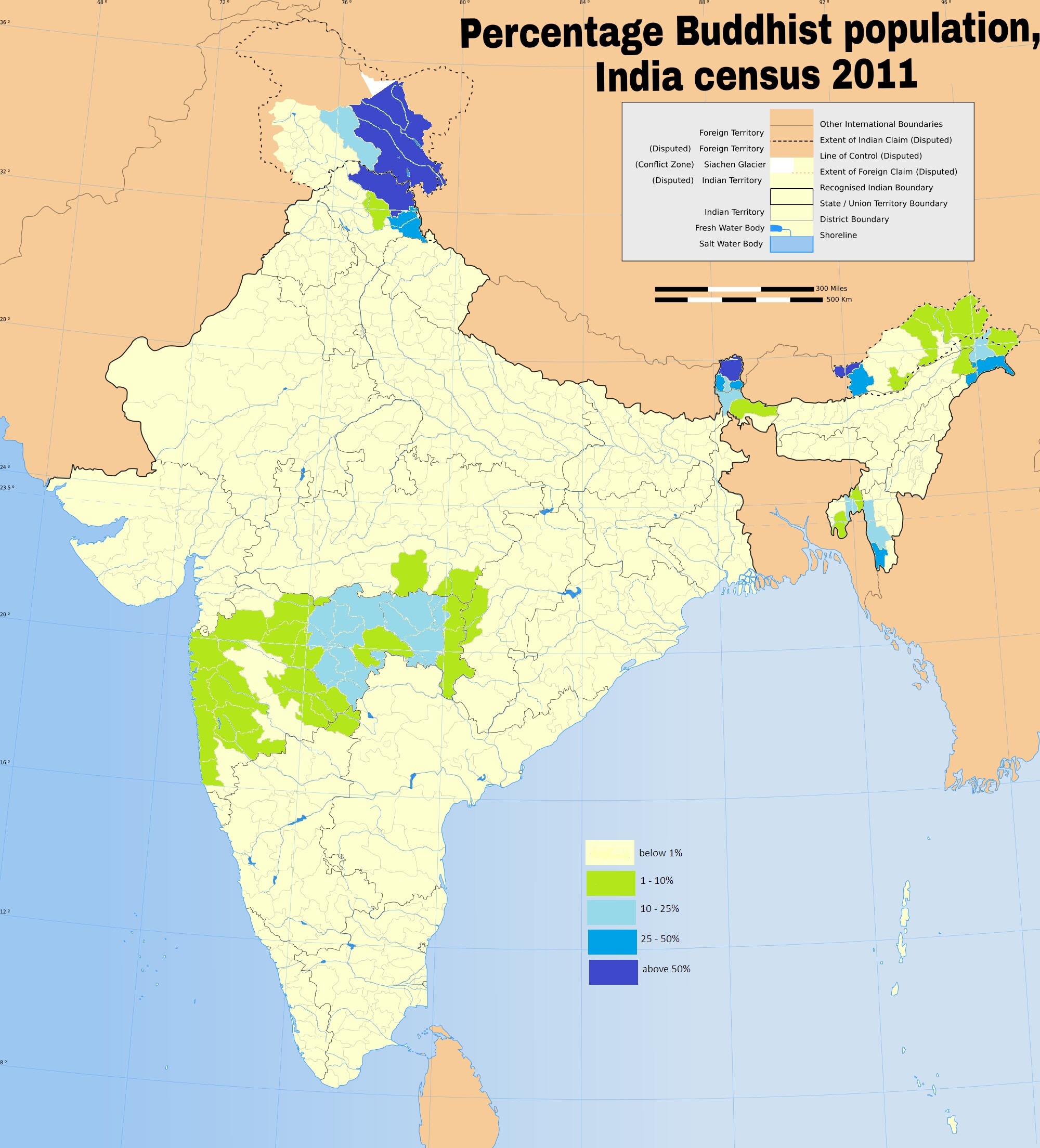
Percentatge del districte de població budista segons el cens de 2011

El percentatge budista ha disminuït del 0,74% el 1961 al 0,70% el 2011. Entre 2001 i 2011, la població budista va disminuir a Uttar Pradesh, Karnataka, Delhi i Panjab.
Segons el cens de l'Índia de 2011, hi ha 8,4 milions de budistes a l'Índia. Maharashtra té el nombre més alt de budistes de l'Índia, amb el 5,81% de la població total. Gairebé el 90 per cent dels navayana o neobudistes viuen a l'estat. Els stes marathis, que viuen a Maharashtra, són la comunitat budista més gran de l'Índia. La majoria de la gent budista marathi pertany a l'antiga comunitat Mahar.
Plantilla:India census population
Al cens de l'Índia de 1951, 181.000 enquestats (0,05%) van dir que eren budistes. El cens de 1961, fet després que BR Ambedkar adoptés el budisme Navayana amb els seus milions de seguidors el 1956, va mostrar un augment fins als 3,25 milions (0,74%). El budisme està creixent ràpidament a la comunitat de castes reconegudes (dalit). Segons el cens de 2011, els budistes de castes programades van créixer un 38 per cent al país. Segons el cens de 2011, 5,76 milions (69%) de budistes indis pertanyen a la casta reconeguda.

### Cens de l'Índia, 2011
| Estats i territoris de la unió                       | Població budista (aproximada) | Població budista (%) | % del total de budistes |
| ---------------------------------------------------- | ----------------------------- | -------------------- | ----------------------- |
| Maharashtra                                          | 6,531,200                     | 5.81%                | 77.36%                  |
| West Bengal                                          | 282,898                       | 0.31%                | 3.35%                   |
| Madhya Pradesh                                       | 216,052                       | 0.30%                | 2.56%                   |
| Uttar Pradesh                                        | 206,285                       | 0.10%                | 2.44%                   |
| Sikkim                                               | 167,216                       | 27.39%               | 1.98%                   |
| Arunachal Pradesh                                    | 162,815                       | 11.77%               | 1.93%                   |
| Tripura                                              | 125,385                       | 3.41%                | 1.49%                   |
| Jammu and Kashmir (abans de 2019 formació de Ladakh) | 112,584                       | 0.90%                | 1.33%                   |
| Ladakh (format 2019)                                 | 108,761                       | 39.65%               | 1.29%                   |

La majoria (92%) de la gent de la regió autònoma de Chakma a Mizoram segueix el budisme Theravada.